# Cappella ducale di San Liborio
La cappella ducale di San Liborio è un luogo di culto cattolico dalle forme neoclassiche situato in via Roma 3 a Colorno, in provincia e diocesi di Parma, alle spalle del grande palazzo Ducale.
La chiesa, costruita originariamente nel 1722 quale cappella palatina su iniziativa del duca Francesco Farnese e su probabile disegno di Giuliano Mozzani, fu riedificata tra il 1775 e il 1777 per volere del duca Ferdinando di Borbone forse da Gaspare Turbini, che si ispirò ai progetti di Ennemond Alexandre Petitot del 1754; tra il 1789 e il 1792 fu ribaltata e ampliata da un architetto ignoto, individuato in Pietro Cugini, Donnino Ferrari, Louis-Auguste Feneulle o Domenico Cossetti.
La cappella è considerata, per l'integrità delle sue forme, un "monumento dell'arte neoclassica" e una delle chiese contenenti il maggior numero di opere d'arte della diocesi.

## Storia

### Prima cappella
Verso il 1722, al termine dei lavori di ristrutturazione del palazzo Ducale e del suo grande parco, Francesco Farnese decise di far costruire sul retro dell'edificio una cappella palatina, dedicata a san Liborio, in quanto protettore dei malati di calcolosi renali, di cui il Duca di Parma soffriva; l'oratorio fu probabilmente progettato dall'architetto Giuliano Mozzani, già attivo nel palazzo, e fu completato nel 1725. Il luogo di culto barocco, delimitato a nord-est dal canale Naviglio, si sviluppava su una pianta a navata unica affiancata da una cappella per lato, con ingresso a sud-est e presbiterio absidato a nord-ovest; in sommità si elevava su un alto tamburo una cupola, coronata da una lanterna.
Nel 1734, durante la battaglia di Colorno, la chiesa fu parzialmente danneggiata.

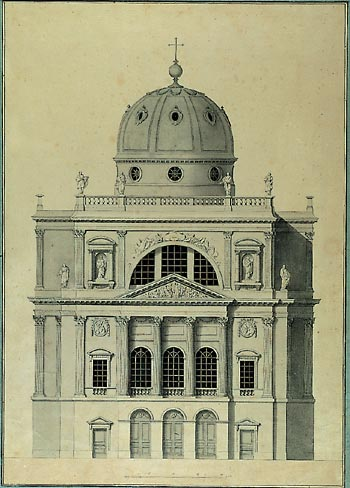
Progetto del prospetto della cappella, realizzato da Ennemond Alexandre Petitot nel 1755

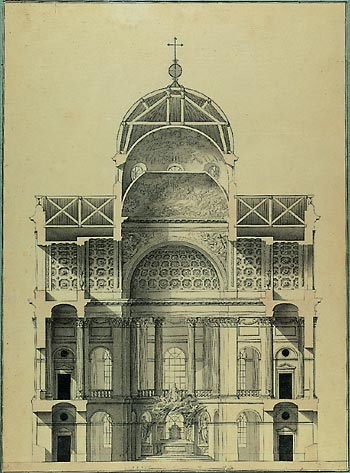
Progetto della sezione trasversale della cappella, realizzato da Ennemond Alexandre Petitot nel 1755

Nel 1755 il duca Filippo di Borbone incaricò Ennemond Alexandre Petitot di progettare una nuova cappella più ampia e grandiosa, che si armonizzasse maggiormente con l'adiacente palazzo; l'architetto presentò due disegni e cinque stampe, attraverso i quali il falegname Michel Poncet e l'intagliatore Marc Vibert realizzarono un modello ligneo in scala del nuovo edificio. La chiesa, in stile neoclassico, si sarebbe sviluppata su una pianta a croce latina a tre navate e si sarebbe elevata sia internamente sia esternamente su tre ordini, di cui quello intermedio, destinato al duca e alla sua corte, più alto e sontuoso, grazie alla ricca presenza di statue e di colonne corinzie; a coronamento del tetto era prevista un'ampia cupola. Tuttavia, i lavori di costruzione non furono mai avviati.

### Seconda cappella
Una ventina di anni dopo, il duca Ferdinando di Borbone decise di portare a compimento i propositi di suo padre. Non si conosce con certezza il nome dell'architetto al quale si rivolse, ma la testimonianza dell'esistenza di una copia di un progetto dell'edificio redatta da Gaspare Turbini nel 1772 fa propendere per l'attribuzione a lui dell'opera, ispirata nell'impostazione generale e nelle decorazioni ai disegni del Petitot. Nei primi mesi del 1775 la cappella barocca fu demolita, mentre la prima pietra del nuovo tempio fu posata il 16 maggio di quell'anno; i lavori proseguirono per circa due anni e il 16 ottobre 1777 il luogo di culto fu solennemente consacrato dal vescovo di Borgo San Donnino Alessandro Garimberti.
La chiesa, in stile neoclassico, si sviluppava su una pianta a croce latina a tre navate, con ingresso a sud-ovest e presbiterio absidato a nord-est in adiacenza al canale Naviglio. Nella simmetrica facciata si trovavano tre portali, che davano accesso all'endonartece, affiancato da due vani per i confessionali; ai lati dell'aula si aprivano quattro cappelle per parte, dedicate rispettivamente alla Sacra Famiglia, alle reliquie dei santi, a san Pietro martire e a san Domenico sulla destra e al crocifisso, a san Pio V, a san Vincenzo Ferreri e alla Madonna del Rosario sulla sinistra. A sud-est sorgevano inoltre le camere delle Reliquie, del Fuoco e del Pozzo, gli ambienti destinati alle confraternite di San Rocco, del Santissimo Nome di Dio e del Santissimo Rosario, il campanile e, sul fondo, la sagrestia.
L'edificio fu fin da subito arricchito con numerose opere d'arte, tra le quali oli di Gaetano Callani, Giuseppe Baldrighi, Antonio Bresciani, Pietro Pedroni, Pietro Melchiorre Ferrari e Laurent Pêcheux. L'apparato decorativo fu realizzato negli anni seguenti dai più importanti artisti ducali dell'epoca, tra i quali i pittori Domenico Muzzi ed Evangelista Ferrari, lo stuccatore Benigno Bossi, gli intagliatori Ignazio Marchetti, Giuseppe Sbravati e Giovanni Prati e il falegname Michel Poncet; sulla cantoria fu inoltre aggiunto un organo di Giovanni Cavalletti.
Nel 1786 fu ristrutturata la cappella delle Sante Reliquie, su progetto dell'architetto Donnino Ferrari; l'ambiente fu decorato dai pittori Gaetano Ghidetti e Antonio Bresciani, mentre gli arredi furono realizzati dall'intagliatore Ignazio Verstrackt.
Negli stessi anni, per favorire l'accesso al monumentale edificio, fu deviato a est il corso del canale Naviglio e al suo posto fu tracciata una strada.

### Terza cappella

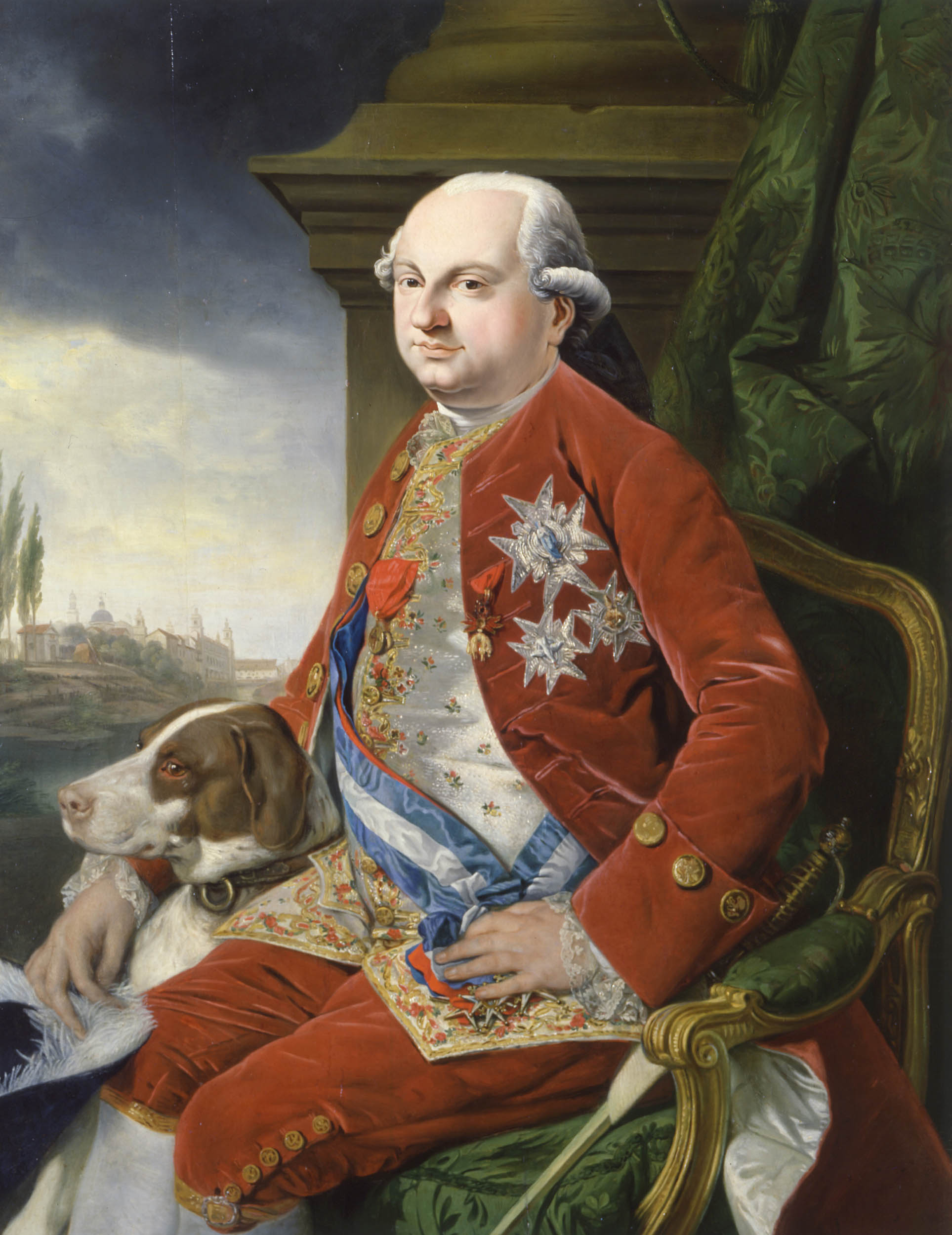
Ferdinando di Borbone in un ritratto di Johann Zoffany (1778-79)

L'intervento sul canale Naviglio non risolse il problema della mancanza di diretto contatto con l'esterno, a causa del fatto che la facciata risultava orientata verso un cortile interno del palazzo, rendendo la cappella una pertinenza esclusiva della corte. Per consentire più facilmente l'accesso alla popolazione, nel 1788 Ferdinando di Borbone decise di modificare la chiesa, ribaltandone l'orientamento di 180° e allungando significativamente l'aula. Il Duca affidò la progettazione a un architetto rimasto ignoto, sul cui nome gli storici si sono divisi, attribuendo la paternità dell'opera a Pietro Cugini o Donnino Ferrari: il primo presentò sicuramente un progetto, di cui si conserva un disegno della facciata, che tuttavia non fu approvato, ma si deve probabilmente a lui la direzione dei lavori di ristrutturazione dell'edificio; alcuni spazi interni, tra cui il presbiterio, furono invece certamente disegnati dal secondo, che ne diresse anche le opere, ma del prospetto principale alcuni studiosi ipotizzano che l'ideatore possa essere stato Louis-Auguste Feneulle o Domenico Cossetti tra il 1789 e il 1791.
Il cantiere fu avviato nel 1789, con la demolizione della facciata e di tutta la zona presbiteriale, nonché di gran parte degli ambienti laterali; furono conservati integri soltanto il transetto, la cupola, parte delle cappelle e il campanile. Le opere proseguirono per circa tre anni e il 16 ottobre 1792 la nuova chiesa fu solennemente consacrata dal vescovo di Parma Adeodato Turchi.
La cappella palatina, che mantenne lo stile neoclassico già delineato dal Petitot col progetto del 1754, fu decorata da numerosi artisti dell'epoca, in continuità con gli anni precedenti. La maggioranza degli arredi fu conservata, anche se fu in parte riadattata alle diverse dimensioni dell'edificio. Tuttavia, non fu recuperato il vecchio altare maggiore ligneo, dorato e intagliato nel 1777 da Ignazio Marchetti e Giuseppe Sbravati, che aveva realizzato anche l'ancona e le quattro statue adiacenti, raffiguranti le allegorie della Giustizia, della Speranza, della Fede e della Carità. Fu inoltre sostituito l'organo preesistente con uno nuovo da 2 898 canne, realizzato appositamente tra il 1792 e il 1796 dai fratelli Andrea e Giuseppe Serassi.
Per migliorare ulteriormente l'accessibilità del luogo di culto, nel 1796 Ferdinando fece costruire accanto al sagrato un nuovo ponte sul torrente Parma intitolato a san Giovanni Nepomuceno, su progetto dell'ingegnere Giuseppe Cocconcelli.
Tra il 1834 e il 1844 nella cappella furono officiate tutte le funzioni religiose di Colorno, durante i lavori di completa ristrutturazione del duomo di Santa Margherita.
Nel 1862, col passaggio del palazzo Ducale e di tutte le sue pertinenze al Demanio, il grande edificio fu completamente svuotato di tutti i suoi arredi; ne fu risparmiata solo la cappella di San Liborio, che mantenne pressoché inalterato il ricco patrimonio di opere. Nel 1870 l'intero complesso fu acquistato dalla Provincia di Parma.
Nel 2010 furono avviati importanti interventi di restauro, che interessarono la facciata, il piazzale antistante, il campanile e i prospetti degli edifici adiacenti; le opere si conclusero l'anno seguente. Tuttavia, tra il 25 e il 27 gennaio 2012 alcune forti scosse di terremoto provocarono vari danni al complesso della reggia, compresa la stessa cappella Ducale, che fu chiusa al culto. La chiesa fu nuovamente sottoposta a lavori di risistemazione e soprattutto di consolidamento, che riguardarono le volte della navata, la torre campanaria, il frontone e le sculture della facciata; la riapertura della cappella avvenne il 28 luglio 2013, mentre il cantiere del palazzo fu portato a termine due anni dopo, con l'inaugurazione ufficiale del 21 febbraio 2015. Altri interventi, riguardanti gli intonaci esterni del tempio e i vasi sul coronamento della facciata caduti durante il terremoto, furono avviati nel 2020.

## Descrizione
La chiesa si sviluppa su un impianto a croce latina a tre navate affiancate da sei cappelle per lato, con ingresso a nord-est e presbiterio absidato a sud-ovest.

### Esterno

#### Facciata

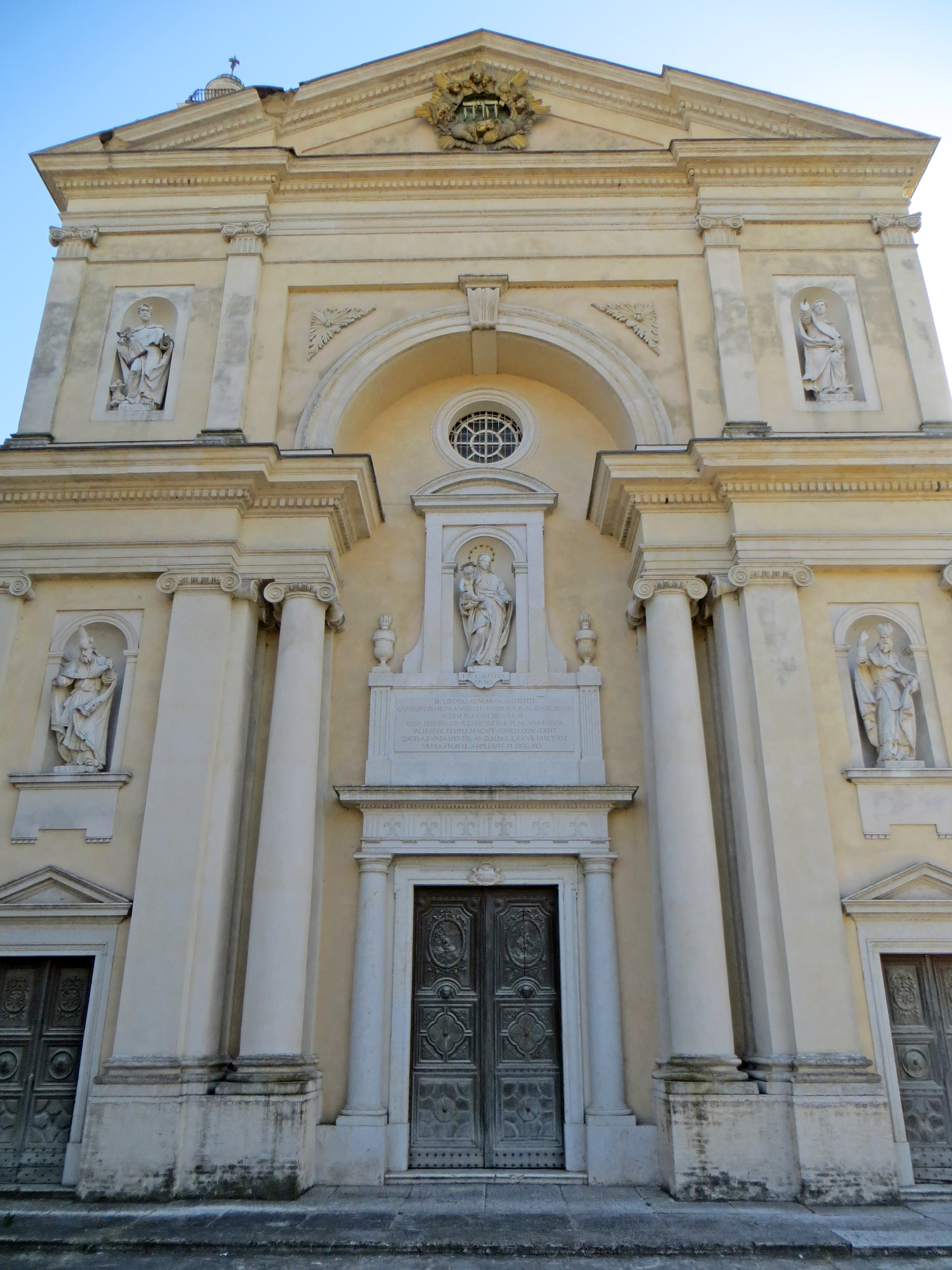
Porzione centrale della facciata

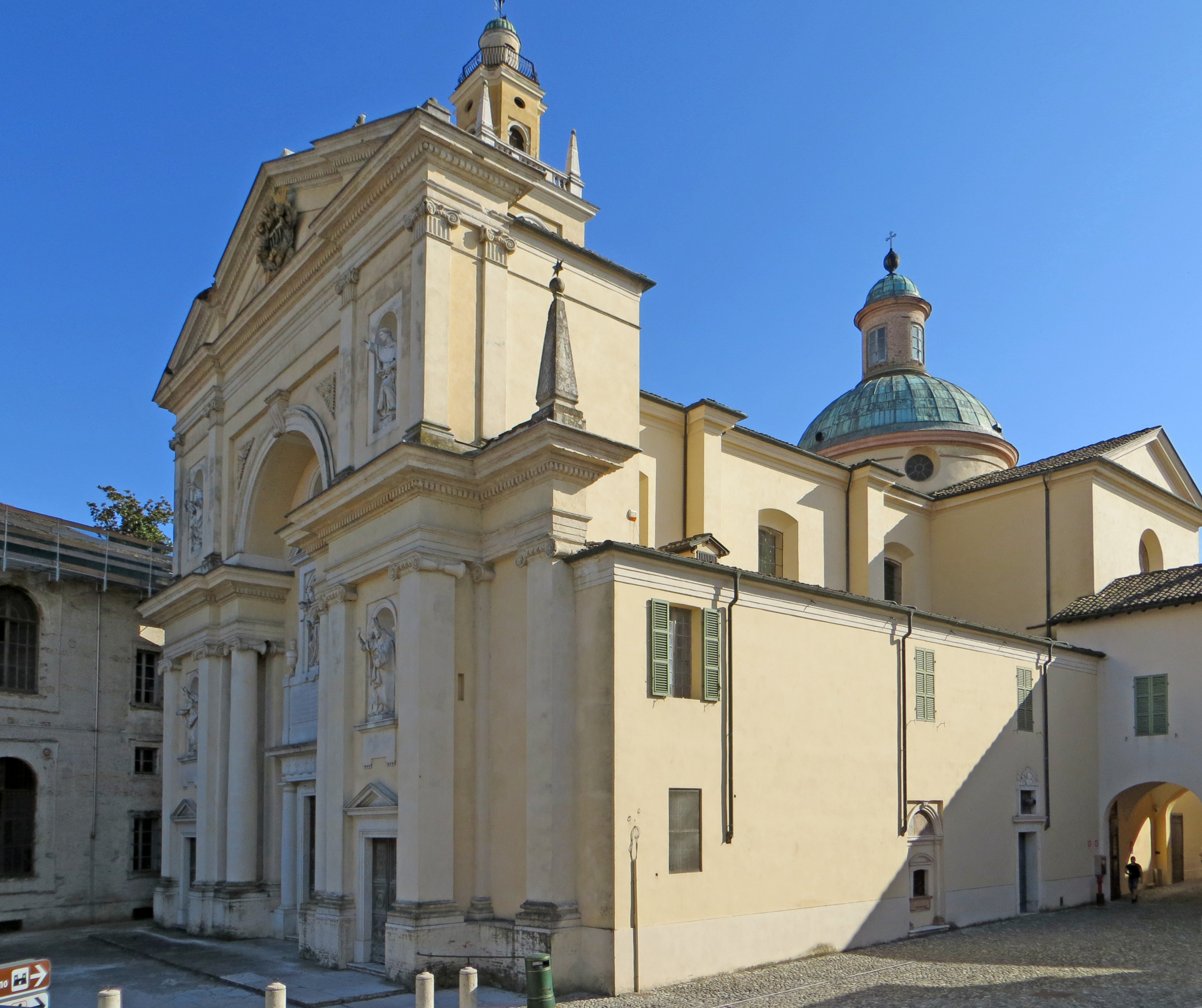
Facciata e lato nord-ovest

La monumentale e simmetrica facciata a capanna, interamente intonacata come il resto dell'edificio, è suddivisa orizzontalmente in due parti da un'alta fascia marcapiano, spezzata nel mezzo.
Inferiormente lo spazio è scandito in tre porzioni. Gli avancorpi laterali sono delimitati da lesene ioniche, mentre al centro il prospetto è affiancato da due colonne ioniche; nel mezzo si apre l'ampio portale d'ingresso principale, inquadrato da una cornice e da due semicolonne doriche a sostegno dell'architrave ornata con triglifi alternati a gigli borbonici; l'accesso è chiuso da un portone ligneo a due ante, intagliate nel 1777 da Ignazio Marchetti, Giuseppe Sbravati e Giovanni Prati con motivi geometrici e con le scene del Sacrificio d'Isacco a destra e la Consegna delle tavole a Mosè a sinistra. Al di sopra è collocata una grande lastra, contenente l'iscrizione in latino a ricordo della fondazione e della ricostruzione della cappella: "D. Liborio Cenoman Antistiti - Quam prius hic Francisci Farnesii Par. Plac. Ducis pietas - Aedem sacram dicaverat - Mox Ferdinandus I Hisp. Inf. Par. Plac. Vast. Dux - In huius templi magnitudinem convertit - Quod a fundamentis An. D. MDCCLXXVII erectum - Versa fronte ampliavit MDCCXCI". L'epigrafe è sormontata da una nicchia a tutto sesto coronata da un frontone semicircolare, al cui interno è posta una statua in marmo bianco di Verona raffigurante la Madonna col Bambino, realizzata da Gaetano Cignaroli tra il 1789 e il 1791; più in alto si apre nel mezzo un oculo, delimitato da una cornice modanata. Negli avancorpi laterali si trovano i due portali d'ingresso secondari, inquadrati da cornici e coronati da frontoni triangolari; i due accessi sono chiusi da portoni lignei a due ante, intagliate nel 1777 dal Marchetti con motivi geometrici. Al di sopra sono collocate due nicchie a tutto sesto, contenenti le statue marmoree di San Liborio e San Bernardo, eseguite dal Cignaroli.
Superiormente lo spazio è tripartito da quattro lesene ioniche, in continuità con quelle sottostanti. Al centro un'ampia arcata a tutto sesto collega i due avancorpi inferiori, mentre ai lati sono collocate due nicchie contenenti le statue marmoree di San Vincenzo Ferreri e San Pietro Domenicano, anch'esse opere del Cignaroli. A coronamento del prospetto si staglia un grande frontone triangolare con cornice a dentelli, al cui interno campeggia una grande scultura in bronzo raffigurante una serie di putti disposti a raggiera attorno alla scritta in ebraico יהוה‎? (Geova), eseguita da Benedetto Silvestre; in sommità si innalzano quattro slanciati vasi e, nel mezzo, una croce metallica.
Alle estremità la facciata si allunga in corrispondenza delle cappelle, con due corpi delimitati da lesene ioniche e sormontati da attici; a coronamento si ergono due alti pinnacoli piramidali.

#### Fianchi e campanile

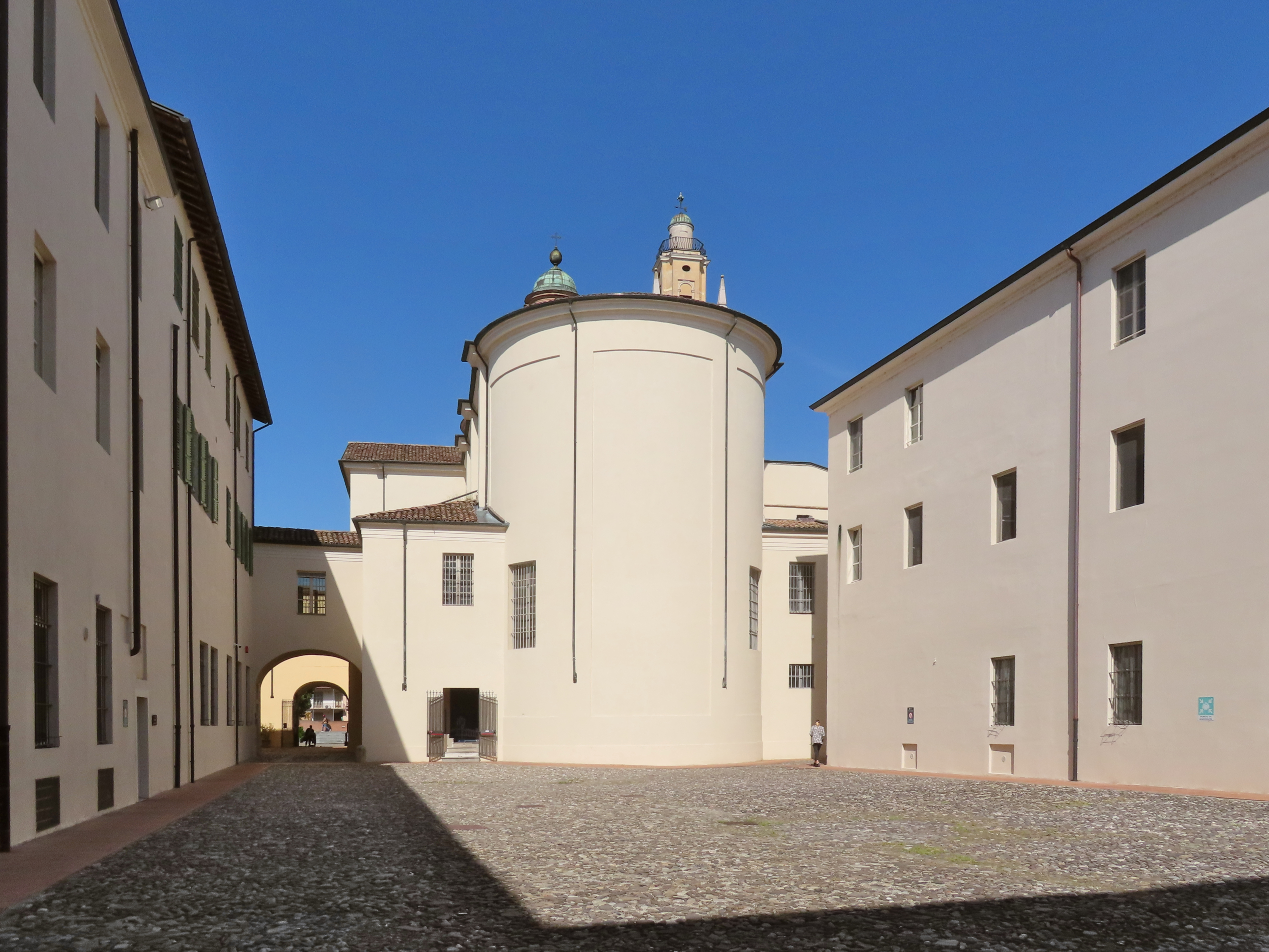
Abside

Il fianco libero destro presenta alcune aperture. All'incirca a metà del prospetto si trova una finestra ad arco ribassato, delimitata da una cornice sormontata da un frontone semicircolare; il varco si affaccia su un vano annesso alla cappella di San Pio V, in cui era originariamente contenuta la scultura in terracotta policroma raffigurante la Deposizione dal sepolcro, eseguita da Laurent Guyard nel 1775 e spostata dopo la metà del XX secolo nella cappella di San Domenico; la finestra è affiancata da due lesene doriche, a sostegno di un'ampia lunetta a tutto sesto, contenente un affresco raffigurante la Pietà.
Sullo stesso lato, in prossimità della galleria di collegamento con l'appartamento nuovo del duca Ferdinando, è collocato un portale, delimitato da una cornice modanata e sormontato da un architrave in aggetto; al di sopra si apre una piccola finestra, coronata da un frontone semicircolare, delimitato da due fiaccole in rilievo e arricchito da un altorilievo raffigurante, tra varie ghirlande, un medaglione contenente il monogramma di Cristo e il numero XXI.
Dal centro del tetto, in corrispondenza dell'intersezione tra la navata centrale e il transetto, si erge su un tamburo una cupola, coronata da una lanterna.
Sulla sinistra, addossato alla piccola cappella dei Santi Giacinto e Rosa, si eleva su tre ordini scanditi da fasce marcapiano il campanile; la cella campanaria si affaccia sulle quattro fronti attraverso ampie monofore ad arco a tutto sesto, delimitate da lesene doriche; in sommità, oltre il cornicione perimetrale in aggetto, si eleva tra quattro pinnacoli piramidali una lanterna a base ottagonale, coronata da un lanternino a pianta circolare.

### Interno

#### Navate

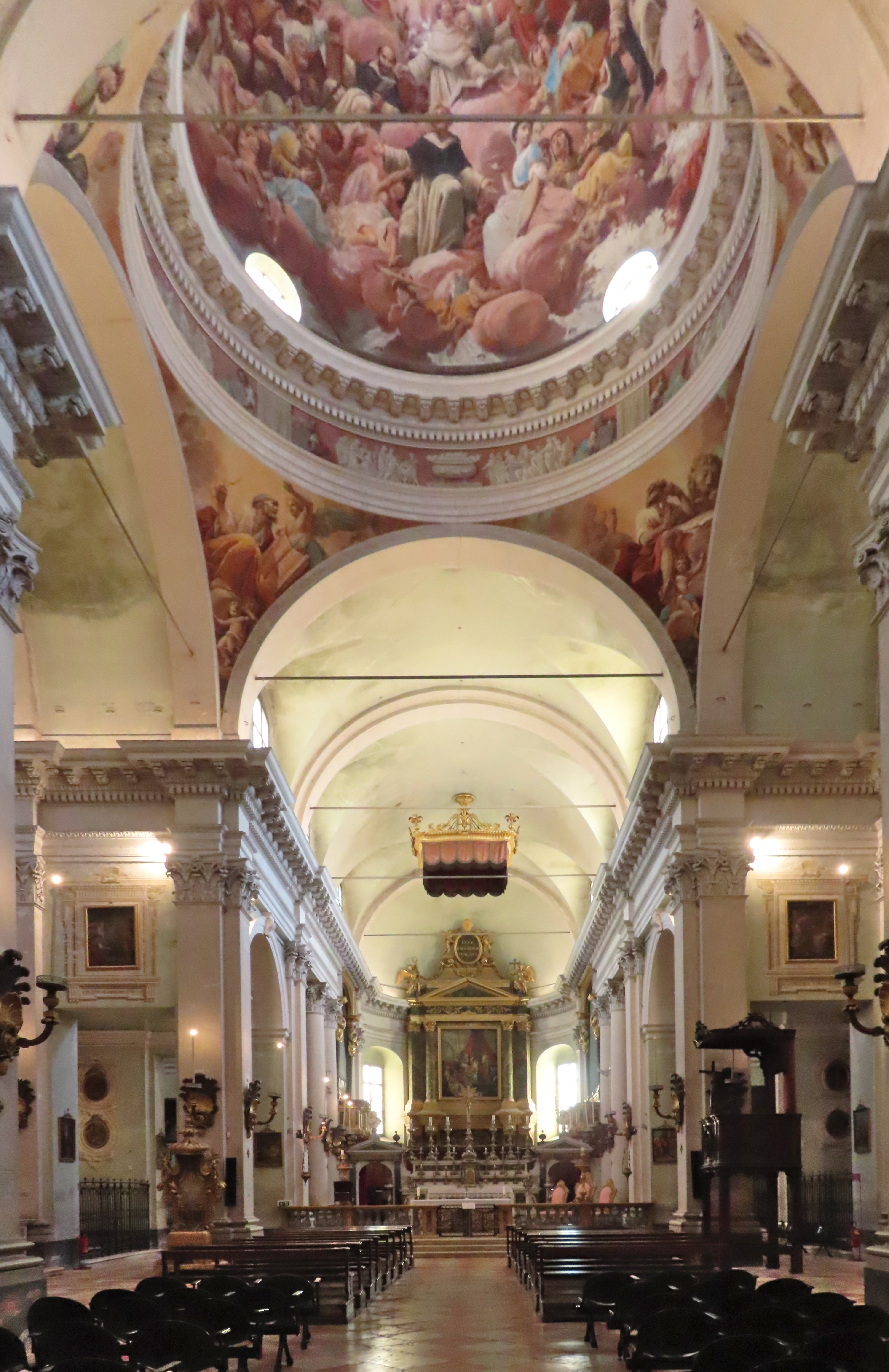
Navata centrale

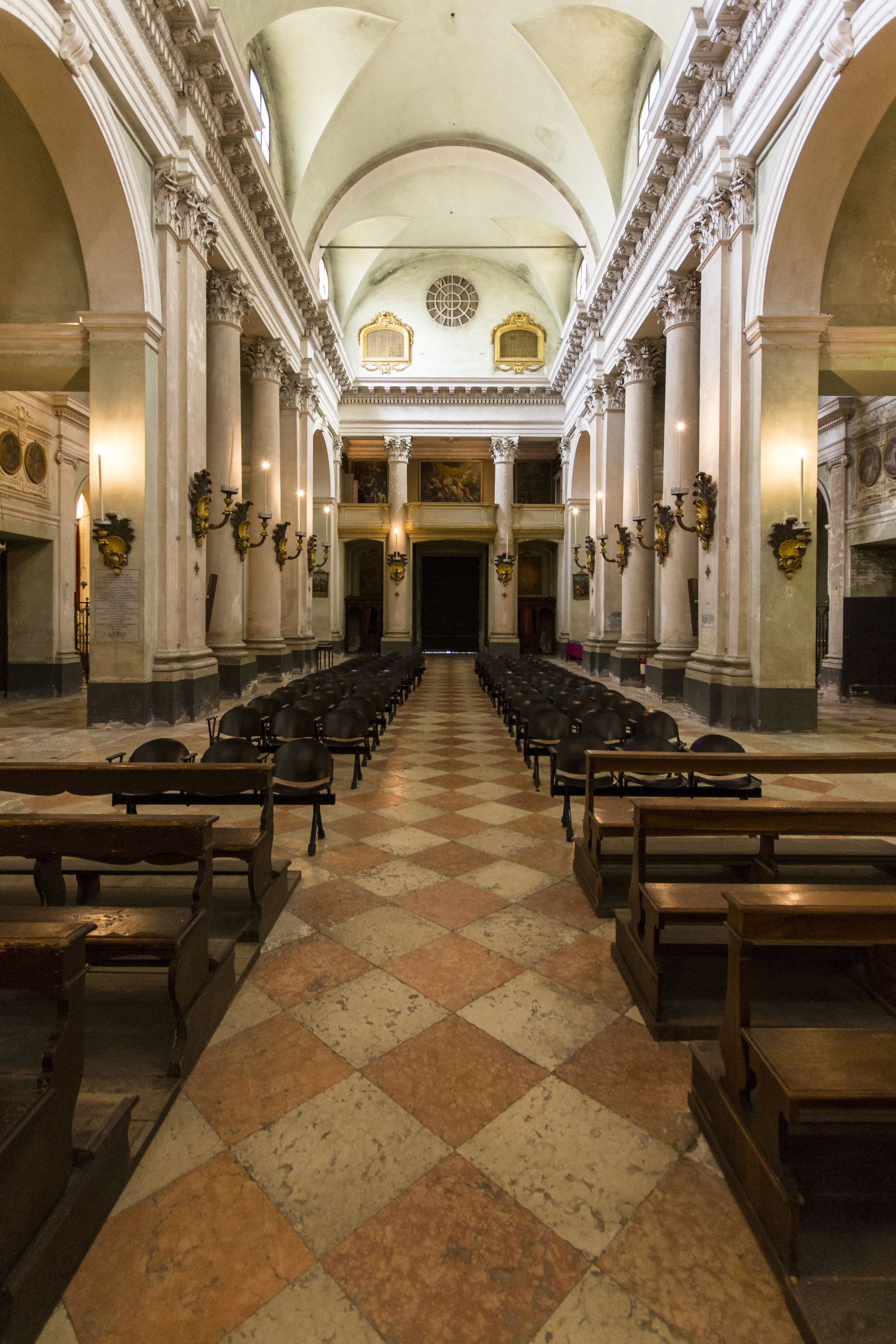
Controfacciata

Oltrepassando i portali d'ingresso, si accede all'endonartece, diviso dall'aula attraverso un colonnato corinzio d'ordine gigante, a sostegno della tribuna ducale, realizzata da Ignazio Verstrackt o da Ignazio Marchetti nel 1792. Tra gli ingressi sono collocati due confessionali lignei a tre arcate, realizzati in forme neoclassiche da Michel Poncet verso la fine del XVIII secolo, e, più in alto, due stendardi processionali rappresentanti il Monogramma di Cristo adorato da due angeli e la Madonna del Rosario con san Domenico e la beata Stefana, dipinti da Antonio Bresciani nel 1786; ai lati si trovano due oli raffiguranti Cristo e l'adultera e la Morte di sant'Alessio, di autore ignoto della seconda metà del XVIII secolo. Superiormente, nella tribuna ducale trovano spazio le tele riproducenti Sant'Isidoro Agricola e santo vescovo che adorano l'Eucarestia, risalente al 1650 circa, la Comunione di santa Lucia, eseguita nella seconda metà del XVIII secolo da un pittore anonimo affine a Gaetano Callani, e un Santo certosino in gloria, realizzato da Giovanni Evangelista Draghi nei primi anni del XVIII secolo.
L'aula conserva i pavimenti originari in lastre quadrate di marmo bianco e rosso di Verona, alternate a scacchiera. L'ampia navata centrale, coperta da una volta a botte lunettata, è separata dalle laterali attraverso un'alternanza di colonnati d'ordine gigante e di arcate a tutto sesto rette da massicci pilastri ornati con lesene, a sostegno dell'alta trabeazione perimetrale decorata con dentelli e mensole. Le colonne e i pilastri sono arricchiti da una serie di placche portacero in legno dorato, intagliate da Ignazio Marchetti nel 1792, e sono coronati da capitelli corinzi in stucco, realizzati, unitamente al cornicione, da Benigno Bossi nel 1777 e nuovamente nel 1791.
Sui pilastri e nelle navatelle sono murate alcune lapidi tombali, tra cui quella del 1777 del generale francese Léopold-Marc de Ligniville morto durante l'attacco di Colorno del 1º giugno 1734, commissionata dal duca Ferdinando, quella del 1788 di Maria Anna Le Blanc, cameriera personale della duchessa Maria Amalia, quella del 1795 di Filippo Spritz, giardiniere di corte durante i ducati di Filippo e Ferdinando, e quella del 1798 di Luigi Pesci, cuoco di corte del duca Ferdinando.
Sulla destra, a lato del transetto, è collocato il pulpito in noce, realizzato dal Poncet, intagliato dal Marchetti e scolpito dallo Sbravati nel 1779. La struttura, retta da quattro colonnine, presenta tre pannelli ornati con ghirlande e con tre medaglioni contenenti le raffigurazioni di San Domenico, San Vincenzo Ferreri e San Pietro martire; sul retro, la parete lignea, su cui si apre una porta raggiungibile attraverso una scaletta in pioppo, sostiene un baldacchino, ornato sul soffitto con la rappresentazione della Colomba dello Spirito Santo all'interno di una raggiera.

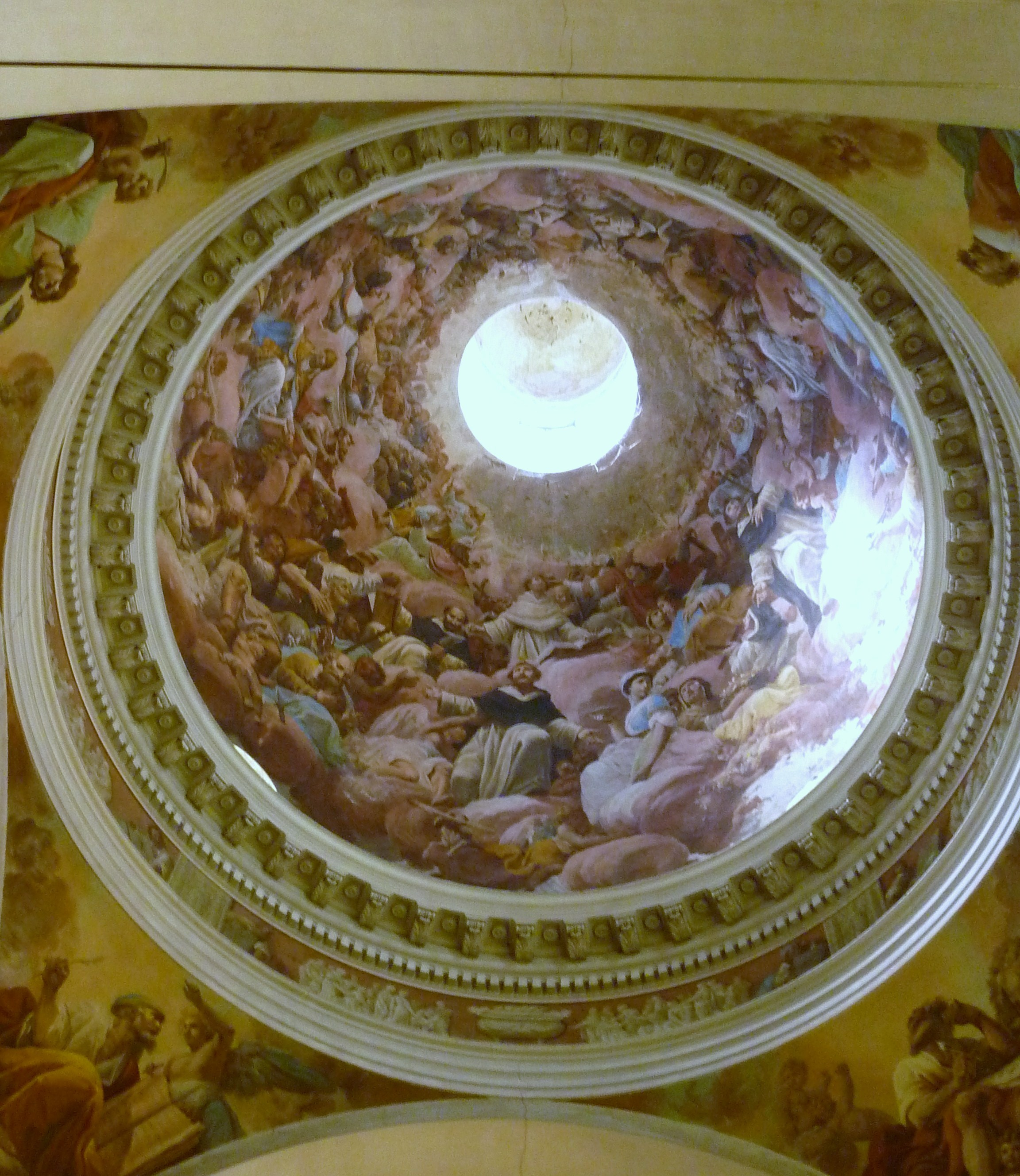
Cupola

All'intersezione tra la navata centrale e il transetto, si elevano quattro pennacchi a sostegno della trabeazione e della cupola emisferica, coronata da una lanterna. I pennacchi sono decorati con gli affreschi raffiguranti i Quattro Evangelisti, realizzati da Domenico Muzzi tra il 1793 e il 1794; dello stesso autore è anche il coevo dipinto che ricopre la cupola, raffigurante l'Incoronazione della Vergine tra profeti, patriarchi e santi in gloria, in cui tra le nuvole compaiono circa cento personaggi disposti a spirale verso la sommità.

#### Cappelle
Su ciascuna navatella si affacciano, attraverso ampie arcate, sei cappelle laterali, le più ampie delle quali sono poste in corrispondenza del transetto.

##### Lato destro
Sulla destra, la prima cappella, voltata a botte e dedicata a san Pio V, accoglie un altare marmoreo scolpito da Domenico Della Meschina tra il 1790 e il 1793; la mensa, ornata con un paliotto in marmo grigio, è sormontata da un tabernacolo a forma di piccolo tempio corinzio. Superiormente si eleva l'ancona, delimitata da due colonne corinzie a sostegno del frontone triangolare di coronamento, su cui poggiano due sculture di angeli; al suo interno si staglia la pala raffigurante i Santi Pio e Bernardo con altri santi domenicani, realizzata da Pietro Pedroni a Roma nel 1780 su commissione di Ferdinando. Ai lati sono collocati, all'interno di cornici eseguite da Ignazio Marchetti, quattro ovali ritraenti Sant'Ignazio confessore, San Didaco confessore, San Silvestro papa confessore e Sant'Antonio da Padova confessore, dipinti da Antonio Bresciani tra il 1773 e il 1793. In adiacenza si trova un vano, ove fino alla metà del XX secolo era collocata la scultura in terracotta policroma rappresentante la Deposizione dal sepolcro, eseguita da Laurent Guyard nel 1775.
La seconda cappella, coperta da una volta a botte e dedicata ai corpi santi, ospita un altare marmoreo scolpito dal Della Meschina tra il 1790 e il 1793; la mensa, retta da due pilastrini, è sormontata da un tabernacolo a forma di piccolo tempio ionico. Superiormente si eleva l'ancona, delimitata da due colonne corinzie a sostegno di due telamoni raffiguranti Angeli, su cui poggia un frontone triangolare; al suo interno, dentro a due nicchie delimitate da lesene, sono collocate su due livelli scanditi da un frontone semicircolare due teche in vetro: quella più semplice inferiore, posta su una lastra tufacea proveniente da una catacomba d'epoca romana, contiene le spoglie di santa Aconia; quella superiore, coronata da un fastigio ligneo riccamente intagliato da Ignazio Marchetti, accoglie il corpo di santa Prima. Ai lati sono collocati, all'interno di cornici eseguite dal Marchetti, quattro ovali ritraenti San Paolo eremita, San Giovanni Nepomuceno, Santa Maria Maddalena de' Pazzi e San Gennaro vescovo e martire, dipinti dal Bresciani tra il 1773 e il 1779.
La terza cappella, chiusa superiormente da una volta a botte e intitolata a san Giuseppe e alla Sacra Famiglia, accoglie un altare marmoreo scolpito dal Della Meschina tra il 1790 e il 1792; la mensa, ornata con un paliotto in marmi policromi, è sormontata da un tabernacolo a forma di piccolo tempio, coronato da una piccola nicchia che racchiude una statuetta lignea ritraente Gesù Bambino, realizzata da Pietro Viganò nella seconda metà del XVIII secolo. Superiormente si eleva l'ancona, delimitata da due colonne composite a sostegno del frontone spezzato di coronamento, contenente un medaglione inquadrato da due lesene e dal timpano triangolare; al suo interno si staglia la pala raffigurante la Sacra Famiglia coi santi Francesco e Agostino, eseguita da Pietro Melchiorre Ferrari nel 1780. Ai lati sono collocati, all'interno di cornici eseguite dal Marchetti, quattro ovali ritraenti San Francesco Solano, Santa Margherita da Cortona, San Francesco di Paola e San Bertoldo da Parma, dipinti dal Bresciani tra il 1773 e il 1779.

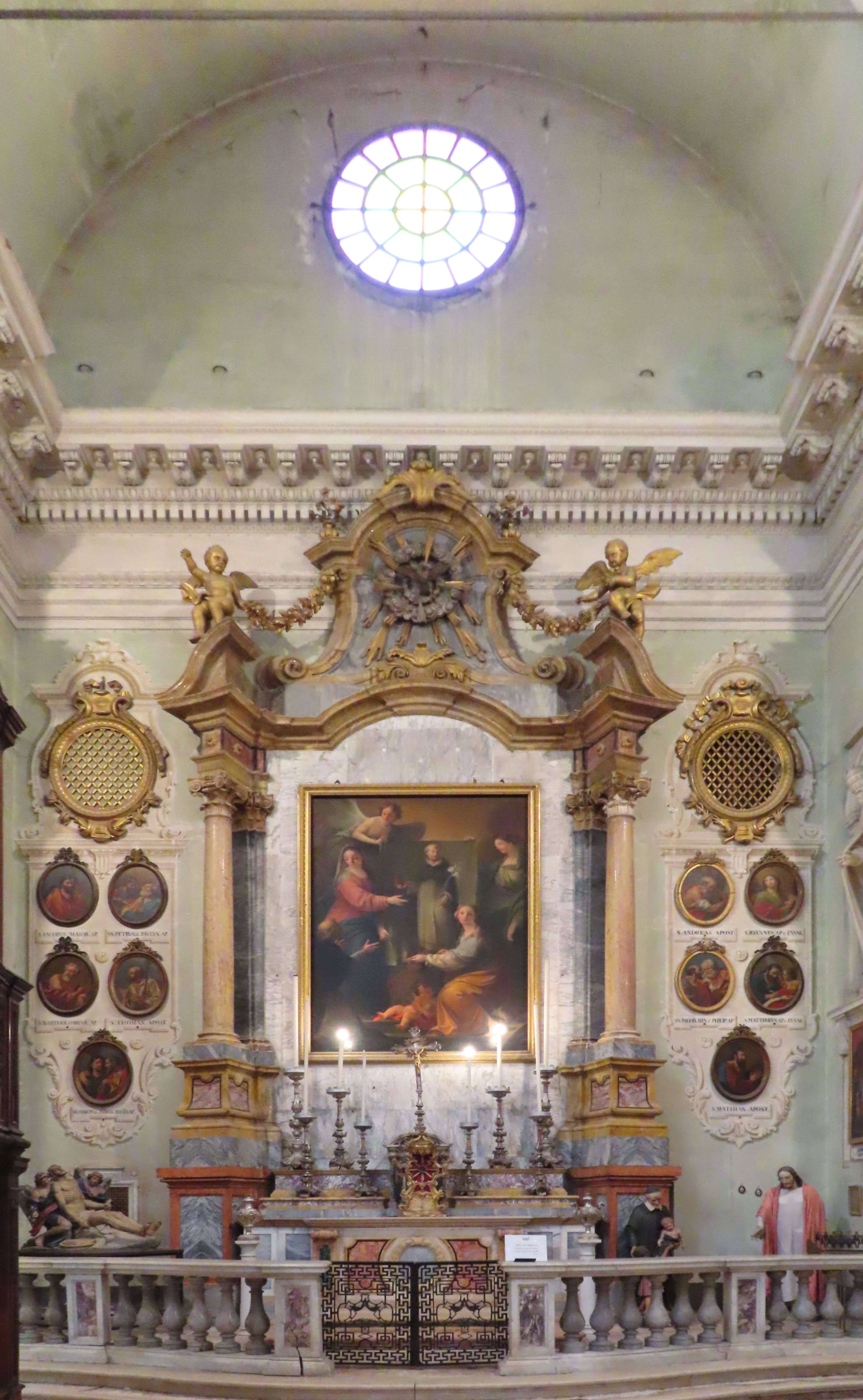
Cappella di San Domenico

L'ampia quarta cappella, posta in corrispondenza del transetto e coperta da una volta a botte, è dedicata a san Domenico e ospita un altare marmoreo scolpito dal Della Meschina tra il 1790 e il 1792; la mensa, ornata con un paliotto in marmi policromi, è sormontata da un tabernacolo a forma di piccolo tempio corinzio con decorazioni in bronzo. Superiormente si eleva un'ancona realizzata tra il 1775 e il 1777 dallo stesso scultore, delimitata da due colonne corinzie a sostegno del frontone mistilineo spezzato di coronamento, al cui interno si erge un fastigio ligneo rococò eseguito dalla bottega del Della Meschina tra il 1775 e il 1777, costituito da un medaglione centrale rappresentante la Colomba dello Spirito Santo affiancato da due volute arricchite da ghirlande e da due statue di angeli. Al centro dell'ancona si staglia la pala raffigurante l'Apparizione di san Domenico a Soriano, dipinta da Benigno Bossi nel 1781. Ai suoi lati sono collocati, all'interno di cornici eseguite dal Marchetti, dieci ovali ritraenti gli apostoli, dipinti dal Bresciani tra il 1773 e il 1779: sulla destra compaiono Sant'Andrea apostolo, San Giovanni apostolo ed evangelista, i Santi Giacomo Minore e Filippo apostoli, San Matteo apostolo ed evangelista e San Mattia apostolo, mentre sulla sinistra appaiono San Giacomo Maggiore apostolo, i Santi Pietro e Paolo apostoli, San Bartolomeo apostolo, San Tommaso apostolo e i Santi Simone e San Giuda Taddeo apostoli. Sulla parete laterale destra, si trova una tela rappresentante San Luigi di Francia che dona la corona di spine al beato Bartolomeo di Breganze, dipinta da Domenico Muzzi tra il 1790 e il 1799 e sormontata da una nicchia contenente la statua in gesso del Beato Benedetto XI, eseguita da Gaetano Cignaroli tra il 1789 e il 1793; più avanti, sopra alla navatella, è collocato l'olio raffigurante Sant'Alberto da Bergamo orante, anch'esso realizzato dal Muzzi tra il 1790 e il 1799. Sulla parete laterale sinistra, si trova una tela tardo-settecentesca rappresentante il Beato Giovanni Buralli, sormontata da una nicchia contenente la statua in gesso di San Pio V, anch'essa eseguita dal Cignaroli tra il 1789 e il 1793; più avanti, sopra alla navatella, è collocato l'olio raffigurante la Beata Orsolina de' Veneri, risalente alla fine del XVIII secolo. Su un lato trova infine posto il gruppo scultoreo in terracotta raffigurante la Deposizione dal sepolcro, realizzato dal Guyard nel 1775 per il vano adiacente alla cappella di San Pio V.
La quinta cappella, voltata a botte e dedicata a san Vincenzo Ferreri, conserva l'antico pavimento del 1792 in marmi policromi disposti con disegni geometrici; sull'altare tardo-settecentesco, ornato con un paliotto in marmi policromi, poggiano alcuni candelieri lignei intagliati a quattro e cinque bracci risalenti all'incirca al 1792. Superiormente si eleva l'ancona, contenente la pala raffigurante il Miracolo di san Vincenzo Ferreri, eseguita da Laurent Pêcheux a Torino tra il 1777 e il 1779 su commissione di Ferdinando. Ai lati sono collocati, all'interno di cornici eseguite dal Marchetti, quattro ovali ritraenti San Giovanni Battista, San Mauro abate, Santa Margherita e l'Angelo custode, eseguiti dal Bresciani tra il 1773 e il 1779. Su un fianco si trova inoltre uno stendardo processionale rappresentante la Madonna col Bambino e san Rocco, anch'esso dipinto dal Bresciani intorno al 1775.
La sesta cappella, coperta da una volta a botte e intitolata al crocifisso, ospita un altare marmoreo scolpito tra il 1780 e il 1790; la mensa, ornata con un paliotto in marmi policromi, è retta da due mensole ed è sormontata da un tabernacolo a forma di piccolo tempio ionico. Superiormente si eleva l'ancona, delimitata da due colonne corinzie a sostegno dell'architrave di coronamento, su cui poggiano due sculture di putti recanti il volto di Cristo;  al suo interno, un'ampia nicchia a tutto sesto accoglie un grande crocifisso ligneo risalente all'incirca al 1700, proveniente dalla distrutta chiesa di San Pietro Martire di Parma. 
Ai lati si trovano due tele rappresentanti Cristo nell'orto degli ulivi e Cristo flagellato, eseguite da Francesco Curradi nella prima metà del XVII secolo forse per la certosa di Parma.
Sulla porta posta sul fondo della navata destra, è collocato un dipinto raffigurante Sant'Omobono benefattore, realizzato da Pietro Melchiorre Ferrari intorno al 1780.

##### Lato sinistro
Sulla sinistra, la prima cappella, voltata a botte e dedicata a san Rocco o a san Bernardo, accoglie un altare marmoreo scolpito probabilmente da Domenico Della Meschina tra il 1789 e il 1792; la mensa, ornata con un paliotto in marmi policromi, è sormontata da un tabernacolo. Superiormente si eleva l'ancona, delimitata da due colonne e due semicolonne corinzie a sostegno del cornicione di coronamento, su cui si erge una lunetta semicircolare ornata con medaglioni, contenente un altorilievo rappresentante due angeli recanti gli stemmi dei santi Bernardo e Rocco; al suo interno si staglia la pala raffigurante San Bernardo benedice Parma, attorniata dai santi protettori, realizzata da Domenico Muzzi intorno al 1780. Ai lati sono collocati, all'interno di cornici eseguite da Ignazio Marchetti, quattro ovali ritraenti Santo Stefano, Sant'Agata, i Santi Lucia, Apollonia e Biagio e San Luigi Gonzaga, dipinti da Antonio Bresciani tra il 1773 e il 1779.
La seconda cappella, chiusa superiormente da una volta a botte e intitolata ai santi Giacinto e Rosa, ospita un altare marmoreo scolpito dal Della Meschina tra il 1789 e il 1793; la mensa, ornata con un paliotto in marmi policromi, è sormontata da un tabernacolo a forma di piccolo tempio. Superiormente si eleva l'ancona, delimitata da due paraste ioniche a sostegno dell'architrave di coronamento, su cui si eleva al centro un frontone semicircolare contenente le sculture di alcuni putti; al suo interno si staglia la pala raffigurante i Santi Rosa, Giacinto e Caterina da Siena, realizzata dalla principessa Maria Antonia di Borbone-Parma e dal suo maestro Domenico Muzzi intorno al 1780. Ai lati sono collocati, all'interno di cornici eseguite dal Marchetti, quattro ovali ritraenti San Francesco Saverio, Sant'Eurosia, Sant'Amanzio e Sant'Irene, dipinti dal Bresciani tra il 1773 e il 1779.

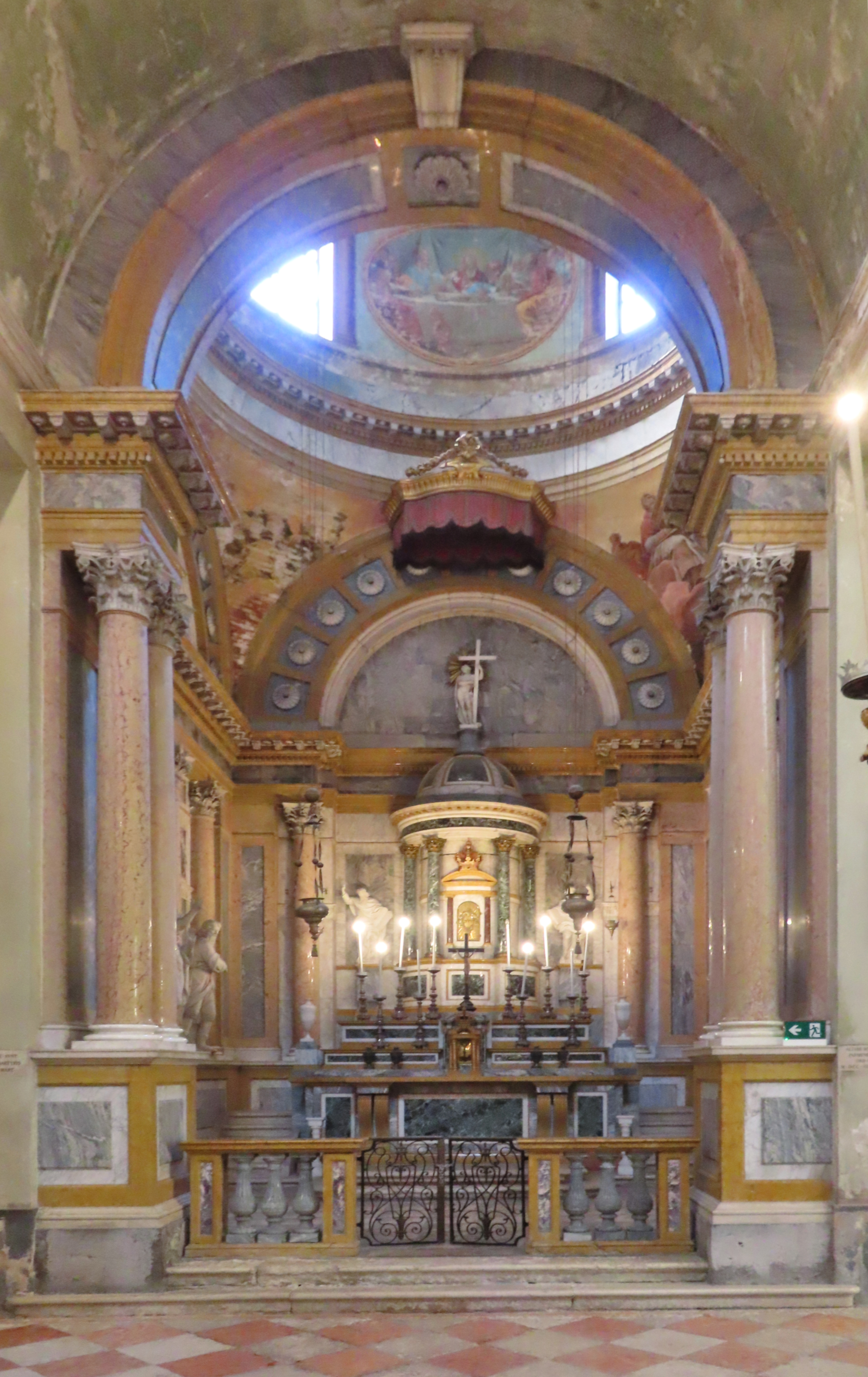
Cappella del Santissimo Sacramento

La terza cappella, dedicata al Santissimo Sacramento, si sviluppa su una pianta quadrata e presenta una ricca decorazione marmorea neoclassica, realizzata da Domenico Della Meschina su progetto di un architetto ignoto, individuato dagli storici in Pietro Cugini o Donnino Ferrari. L'ambiente è preceduto da una balaustra in marmi policromi e da un arco trionfale a tutto sesto, retto da due colonne binate corinzie in marmo rosso di Verona per parte, su cui si imposta la trabeazione perimetrale in marmo giallo e bardiglio. Le pareti laterali, rivestite in marmo di Carrara, sono scandite da quattro colonne corinzie, che delimitano tre specchiature in marmo verde per parte, ove sono collocate altrettante statue in marmo bianco eseguite da Giuseppe Maria Castelpoggi nel 1793, raffiguranti i personaggi biblici Amos, David, Ezechiele, Isaia, Malachia e Zaccaria. In sommità, sopra alla trabeazione si ergono due grandi lunette a tutto sesto. Sul fondo si staglia nel mezzo l'altare, interamente realizzato dal Della Meschina in marmi policromi, provenienti, secondo alcuni studiosi, dal palazzo di Tiberio sul colle Palatino a Roma; la mensa, ornata con un paliotto in marmo verde, è sormontata da un tabernacolo a forma di piccolo tempio. Superiormente si erge, su quattro colonne in marmo verde con capitelli corinzi bronzei, un ciborio a base semicircolare, coperto da una cupola marmorea, coronata da una statua rappresentante Cristo portacroce, eseguita dal Castelpoggi; al centro è posto un grande tabernacolo, delimitato da due colonnine in marmo rosso, a sostegno del frontone semicircolare in marmo giallo. Ai lati del ciborio sono collocate altre due statue del Castelpoggi, ritraenti Mosè ed Elia. Sui fianchi dell'altare, si innalzano simmetricamente due scale fino alla base del ciborio, ove, dietro a due alti vasi in marmo di Carrara scolpiti dal Della Meschina, si ergono due colonne con capitelli corinzi, su cui si imposta un'ampia arcata a tutto sesto, decorata con medaglioni marmorei; in chiave di volta è appeso un baldacchino in legno dorato, riccamente intagliato da Ignazio Marchetti nel 1793. Dagli spigoli della trabeazione perimetrale si elevano quattro pennacchi dipinti con le raffigurazioni di Santi domenicani, su cui si imposta il tamburo, arricchito da una fascia marmorea contenente quattro finestre alternate ad altrettanti tondi riproducenti scene mitologiche; a coronamento della cappella si erge un'ampia cupola emisferica, arricchita con l'affresco raffigurante la Gloria d'angeli, eseguito da Domenico Muzzi nel 1793.

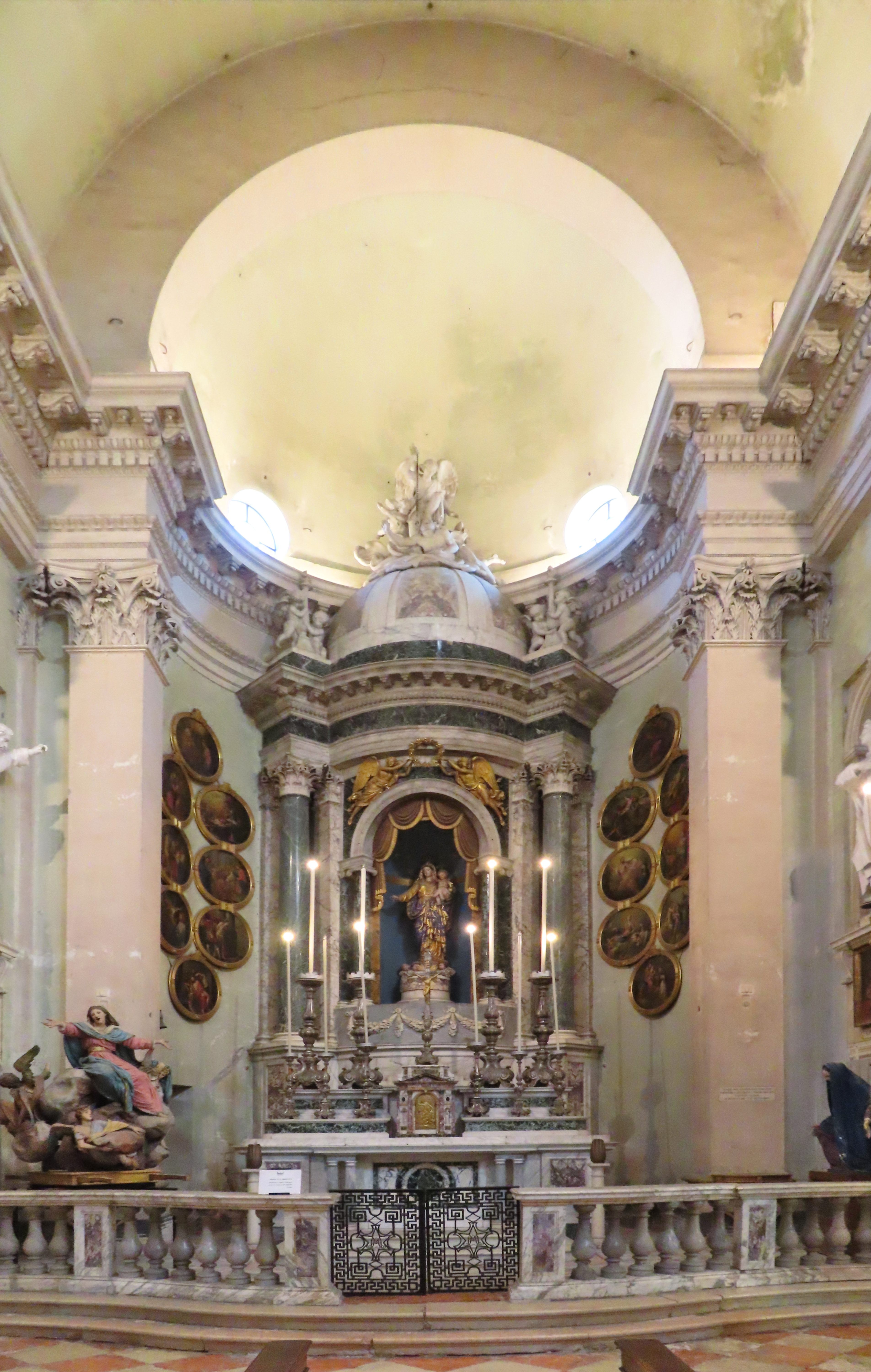
Cappella della Beata Vergine del Rosario

L'ampia quarta cappella, posta in corrispondenza del transetto e coperta da una volta botte prima dell'arco trionfale retto da paraste corinzie e da un catino a semicupola nella zona absidale, è dedicata alla beata Vergine del Rosario e ospita sul fondo un altare marmoreo scolpito dal Della Meschina nel 1796; la mensa, ornata con un paliotto in marmi policromi delimitato da due coppie di colonne binate, è sormontata da un tabernacolo a forma di piccolo tempio con colonnine bronzee, affiancato da due piccole nicchie contenenti le statuette marmoree di Mosè e di un altro profeta. Superiormente si eleva un'ancona marmorea a pianta ellittica, delimitata da due colonne corinzie a sostegno della trabeazione; in sommità si erge nel mezzo una cupola, coronata da una statua in stucco raffigurante San Michele che schiaccia il Demonio, attribuita a Gaetano Cignaroli, e ai lati si trovano due sculture in marmo bianco rappresentanti altrettante Coppie di putti. L'ancona racchiude una nicchia a tutto sesto, delimitata da due colonne ioniche, al cui interno è collocata una statua lignea policroma ritraente la Madonna col Bambino, realizzata da Pietro Viganò tra il 1790 e il 1796; l'opera è celata da un sipario di tela, dipinto da Gaetano Callani tra il 1796 e il 1799 con la raffigurazione del Monogramma mariano. Ai lati dell'ancona si trovano, all'interno di due serie di otto cornici ovali lignee, sedici piccoli oli eseguiti dal Callani nel 1796, rappresentanti la Madonna del Rosario con san Domenico e i quindici misteri del Rosario: l'Annunciazione, la Visitazione, la Natività di Gesù, la Circoncisione di Gesù, la Disputa di Gesù coi dottori del tempio, l'Orazione di Cristo nell'orto del Getsemani, la Flagellazione di Cristo, l'Incoronazione di spine, la Salita di Cristo al monte Calvario, la Crocifissione di Cristo, la Resurrezione di Cristo, l'Ascensione di Cristo, la Pentecoste, l'Incoronazione di Maria Vergine e la Madonna assunta.
Sulla parete laterale destra, prima dell'arco trionfale, si trova una tela rappresentante la Madonna dei Sette Dolori, risalente agli inizi del XIX secolo e sormontata da una nicchia contenente la statua in gesso di San Domenico, eseguita da Gaetano Cignaroli tra il 1789 e il 1793; più avanti, sopra alla navatella, è collocato l'olio raffigurante il Beato Pietro Geremia da Palermo supplicato dalla città a scongiurare un incendio, realizzato da Pietro Melchiorre Ferrari nel 1785. Sulla parete laterale sinistra, si trova una tela rappresentante Santa Filomena, risalente agli inizi del XIX secolo e sormontata da una nicchia contenente la statua in gesso di Santa Caterina da Siena, anch'essa eseguita dal Cignaroli tra il 1789 e il 1793; più avanti, sopra alla navatella, è collocato l'olio raffigurante il Beato Giovanni da Salerno battezzante, realizzato dal Ferrari nel 1785. Su un lato trova infine posto, su una base processionale in legno dorato e intagliato, un gruppo scultoreo in cartapesta dipinta raffigurante la Madonna Assunta con angeli, eseguito dal Callani tra il 1791 e il 1795.
La quinta cappella, voltata a botte e dedicata a san Tommaso d'Aquino e ai santi domenicani, accoglie un altare marmoreo scolpito tra il 1780 e il 1790; la mensa, ornata con un paliotto ligneo, è sormontata da un tabernacolo a forma di piccolo tempio ionico. Superiormente si eleva l'ancona, delimitata da due colonne ioniche a sostegno del frontone semicircolare spezzato di coronamento, su cui è posto un medaglione; al suo interno si staglia la pala raffigurante i Santi domenicani Tommaso d'Aquino, Pietro martire, Teresa, Luigi di Francia e Ferdinando di Castiglia adoranti la statua della Fede, realizzata da Giuseppe Baldrighi nel 1780. Ai lati sono collocati, all'interno di cornici eseguite dal Marchetti, quattro ovali ritraenti San Michele arcangelo, Santa Cecilia, San Lorenzo Levita e i Santi Fabiano e Sebastiano, dipinti dal Bresciani tra il 1773 e il 1779.
La profonda sesta cappella, intitolata alle sante reliquie e interamente realizzata da vari artisti nel 1786 su progetto dell'architetto Donnino Ferrari, si sviluppa su due livelli, collegati attraverso due scale laterali. L'ambiente è preceduto da una scalinata che conduce a un arco trionfale a tutto sesto, retto da due colonne doriche. Inferiormente è collocato nel mezzo l'altare ligneo, costituito da una mensa, sostenuta da due pilastrini scanalati, al cui interno è posta una teca in vetro, contenente fino al 1986 le spoglie della beata Stefana Quinzani, successivamente traslate nella chiesa di San Giacomo di Soncino; sull'altare è posizionato un tabernacolo ligneo a forma di piccolo tempio.
Le pareti laterali sono ricoperte con dipinti a tempera raffiguranti la Beata Stefana riceve le stimmate e la Morte della Beata Stefana, eseguiti quasi certamente da Antonio Bresciani nel 1786, all'interno di quadrature coeve realizzate da Gaetano Ghidetti; la volta a botte di copertura è dipinta con una grande cornice mistilinea del Ghidetti, contenente la raffigurazione della Trinità, anch'essa opera del Bresciani. Le due scalette laterali in legno, con ringhiere in ferro battuto, conducono al vano superiore, chiuso da una cancellata decorata in sommità con stemmi borbonici, eseguita da Benedetto Silvestre nel 1786. L'ambiente a forma rettangolare accoglie lungo le tre pareti un grande scaffalatura in legno dorato, intagliata da Ignazio Verstrackt nel 1786; il mobile, scandito da pilastrini, è chiuso da una tendina, al cui centro è fissata una tela coeva raffigurante la Beata Stefana e angeli, dipinta da Antonio Bresciani, o, secondo alcuni studiosi, da Pietro Rotari. I ripiani ospitano numerosi reliquiari, tra cui un espositore ligneo rococò riccamente intagliato risalente alla seconda metà del XVIII secolo, un'urna del 1786 contenente le spoglie di san Clemente e un tardo-settecentesco portareliquie a tabella eseguito da Ignazio Marchetti.  A coronamento si eleva su quattro pennacchi una cupola a base ellittica con lanternino, ornata, tra quadrature del Ghidetti, con un dipinto a tempera rappresentante la Gloria di angeli, realizzato dal Bresciani.
Sulla porta posta sul fondo della navata sinistra, è collocato un dipinto raffigurante San Marino, realizzato da Benigno Bossi nel 1780.

#### Presbiterio

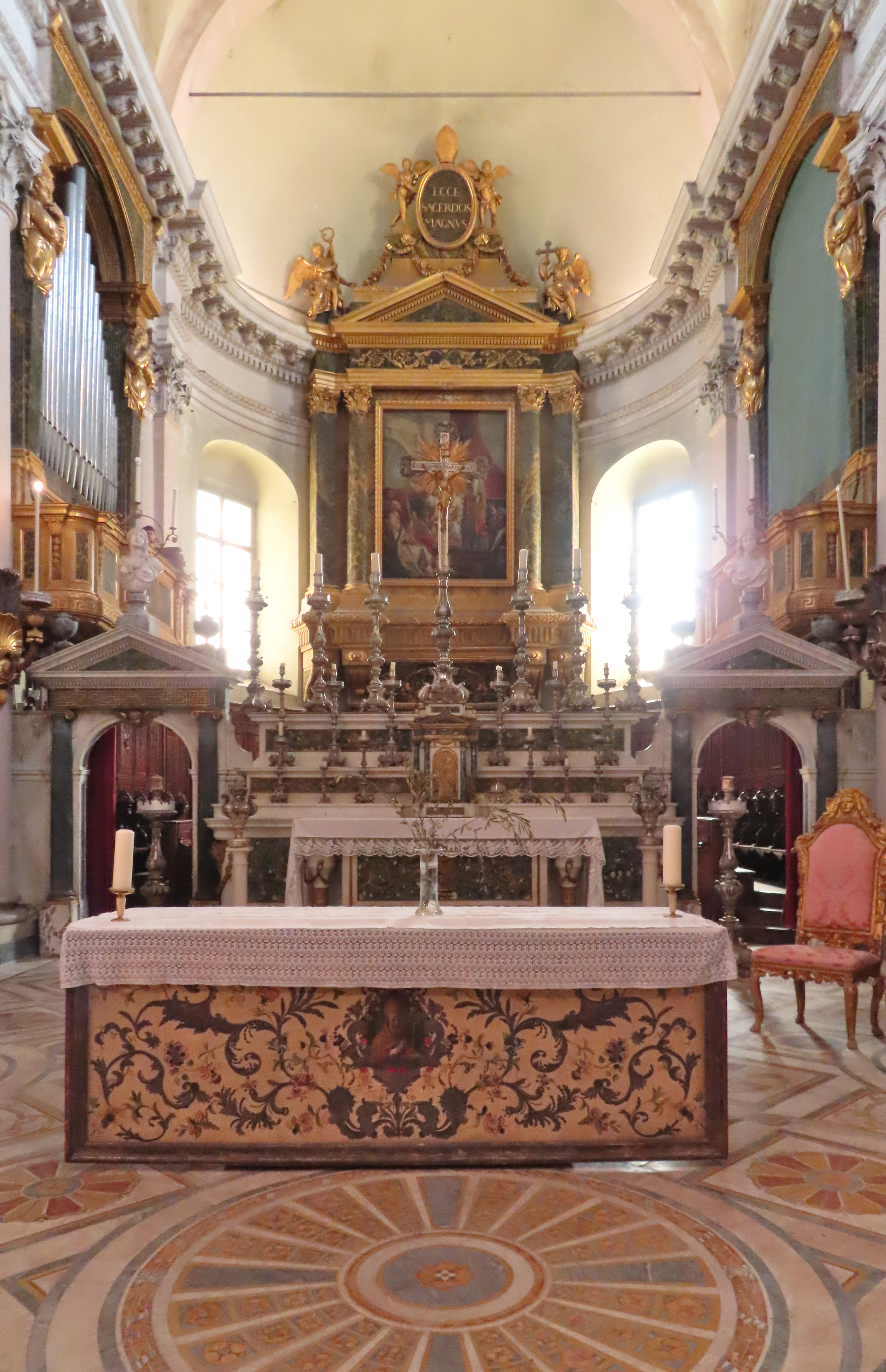
Presbiterio

Il presbiterio, interamente realizzato nel 1792 su progetto dell'architetto Donnino Ferrari, presenta un pavimento riccamente intarsiato in marmi policromi, lievemente sopraelevato rispetto all'aula.
Al centro è collocato l'altare maggiore post-conciliare a mensa. Sul retro, rialzato di alcuni gradini, si trova l'antico altare maggiore marmoreo, scolpito da Domenico Della Meschina; la mensa, ornata con un paliotto in marmo verde, è retta da due colonne vasiformi, ornate con ghirlande bronzee. Superiormente è posto un tabernacolo a forma di piccolo tempio corinzio, chiuso da uno sportellino a tutto sesto in bronzo scolpito con la raffigurazione della Resurrezione di Cristo, eseguita da Giuseppe Sbravati; sui fianchi trovano posto due statuette bronzee rappresentanti le allegorie della Fede e della Speranza, anch'esse realizzate dallo Sbravati, autore pure del gruppo scultoreo a coronamento del frontone del tabernacolo, ritraente gli Angeli con agnello.
In asse con l'antico altare, su ogni lato si apre simmetricamente un portale marmoreo ad arco a tutto sesto, delimitato da due colonne ioniche a sostegno dell'architrave bronzeo e del frontone triangolare di coronamento; in sommità, alle estremità di ogni timpano si ergono due vasi in marmo grigio, realizzati dal Della Meschina, mentre al centro si eleva un busto in marmo di Carrara raffigurante una Santa, eseguito da Gaetano Cignaroli.
Le pareti laterali, scandite da semicolonne corinzie, accolgono simmetricamente due console lignee dorate, intagliate da Michel Poncet tra il 1779 e il 1793; più in alto si trovano due nicchie a tutto sesto, contenenti altrettante statue in gesso rappresentanti San Pietro e San Paolo, realizzate dal Cignaroli.
L'ambiente è chiuso superiormente da una volta a botte lunettata, in continuità con la navata; al centro della copertura, sopra all'antico altare maggiore, è appeso un baldacchino ligneo riccamente intagliato in stile rococò, realizzato tra il 1789 e il 1792 da Ignazio Marchetti.
Sul fondo, dietro all'antico altare, si estende il coro absidato. L'ampio spazio presenta un pavimento in lunghe assi di legno disposte a riquadri, posate nel 1777 per la seconda cappella Ducale di San Liborio. Lungo le pareti trova posto il coro, realizzato nel 1777 da Michel Poncet, da Ignazio Marchetti e da Giovanni Prati e allungato nel 1792 dal Poncet, dal Marchetti, da Giuseppe Sbravati e da Carlo Gianetti per adattarlo alla nuova abside; i cinquanta stalli lignei sono disposti su due livelli e scanditi da volute coronate da teste di leone; gli schienali superiori, ornati con specchiature, sono suddivisi da lesene corinzie; in sommità si eleva un'alta trabeazione, riccamente intagliata. Al centro è collocato un leggio girevole per il coro, eseguito dal Poncet, dal Marchetti e dal Prati nel 1777; l'opera lignea è ornata con sculture raffiguranti teste leonine, mentre a coronamento si erge una statuetta in legno raffigurante David che suona l'arpa, attribuita al Poncet o allo Sbravati.
Sul fondo dell'abside, tra due ampie finestre si staglia una monumentale ancona in legno dorato e dipinto a finto marmo verde, realizzata nel 1792 dal Marchetti su disegno di Donnino Ferrari; l'opera, retta da quattro volute, si erge su un alto basamento intagliato ed è delimitata da una colonna e una parasta d'ordine corinzio su ogni lato; in sommità si eleva una trabeazione, sormontata da un frontone triangolare con cornice in aggetto; a coronamento è collocato nel mezzo un grande medaglione, contenente l'iscrizione "Ecce Sacerdos Magno"; ai suoi lati si trovano due sculture di putti in volo, eseguite dallo Sbravati, autore anche delle due coppie di angeli poste alle due estremità. All'interno è collocata la grande pala raffigurante la Predica di san Liborio, dipinta tra il 1776 e il 1777 da Gaetano Callani, che con tale opera anticipò le linee più tipiche del neoclassicismo, superando i canoni barocchi ancora diffusi nella pittura dell'epoca.
Sulle pareti laterali, tra due coppie di semicolonne corinzie si aprono simmetricamente due cantorie, intagliate da Ignazio Verstrackt nel 1792 su disegno di un architetto ignoto, individuato dagli storici in Ennemond Alexandre Petitot, Donnino Ferrari o Pietro Cugini; ciascuna opera, realizzata in legno dorato e dipinto a finto marmo verde, è costituita da un parapetto a profilo mistilineo, scandito da lesene, sul quale si elevano alle estremità due paraste sormontate da telamoni, a sostegno di capitelli ionici, su cui si imposta un'ampia arcata a sesto ribassato.
All'interno della cantoria di sinistra è collocato l'organo Serassi.

##### Organo Serassi

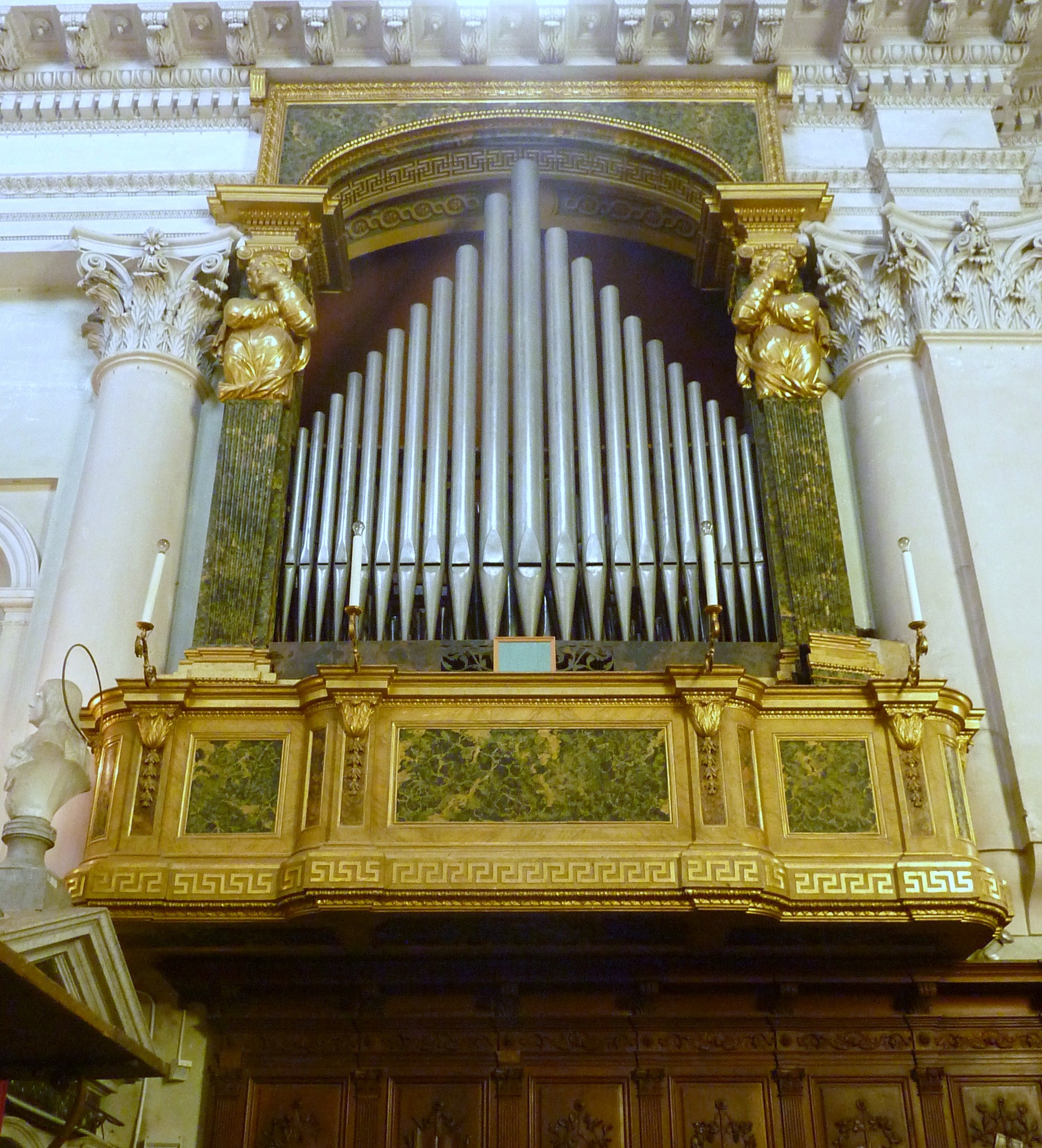
Organo Serassi

Il monumentale organo, commissionato dal duca Ferdinando, fu realizzato tra il 1792 e il 1796 dai fratelli Andrea e Giuseppe Serassi, in sostituzione di uno strumento più piccolo costruito da Giovanni Cavalletti nel 1777, e si distinse fin da subito nella produzione degli organari bergamaschi sia per le notevoli dimensioni sia per l'innovatività di alcuni accorgimenti, tra cui l'inserimento per la prima volta dei registri. Dopo l'Unità d'Italia, col passaggio del palazzo Ducale e di tutte le sue pertinenze al Demanio, l'organo, fino ad allora mantenuto in perfetta efficienza da organari assunti, fu abbandonato per decenni. Rimasto indenne a manomissioni, nel 1984 fu completamente restaurato dalla ditta Tamburini di Crema e il 5 maggio 1985 fu inaugurato solennemente, con alcuni concerti da cui si sviluppò la rassegna annuale "L'organo ritrovato", sostituita nel 2015 dal Festival Serassi.
Lo strumento è costituito da tre corpi: primo organo, organo in eco e terzo organo; complessivamente è dotato di due tastiere, di una pedaliera a leggio, di otto mantici e di 2 898 canne, interamente realizzate in stagno e distribuite su 68 registri; frontalmente si innalzano a cuspide 21 canne.

#### Sagrestia
La porta al termine della navata sinistra conduce all'antisagrestia, ove sono conservate una cornice seicentesca barocca intagliata, contenente un olio ottocentesco, e quindici stampe settecentesche applicate su vetro raffiguranti i Dodici apostoli e tre evangelisti, eseguite da Marco Alvise Pitteri.
Il vano si apre sulla sagrestia, sviluppata su una pianta quadrata e scandita trasversalmente da due colonnati dorici in tre navate, di cui la centrale coperta da una volta a botte lunettata. Sul fondo è collocato su alcuni gradini un altare marmoreo scolpito da Domenico Della Meschina nel 1794; la mensa, retta da due mensole, è sormontata da un tabernacolo a forma di piccolo tempio. Superiormente si eleva l'ancona, delimitata da due paraste ioniche a sostegno del frontone semicircolare di coronamento; al suo interno si staglia la pala raffigurante l'Addolorata, realizzata da Domenico Muzzi tra il 1790 e il 1799. Ai suoi lati sono posizionati due busti in legno rappresentanti San Domenico e Santa Caterina da Siena, eseguiti da Giuseppe Sbravati nel 1777.
La pareti laterali accolgono simmetricamente due lunghi armadi lignei a doppio corpo, intagliati da Michel Poncet e Ignazio Marchetti su progetto di Donnino Ferrari. Al loro interno sono conservati oggetti liturgici e paramenti sacri, tra cui un crocifisso da tavolo in diaspro e bronzo, realizzato dalla bottega del Poncet nella seconda metà del XVIII secolo, una tabella lignea della confraternita di San Rocco, intagliata dal Marchetti nel 1775, un paliotto in legno dipinto con la raffigurazione di San Liborio vescovo, eseguito da Domenico Muzzi tra il 1760 e il 1770, una copertina di un libro liturgico ricamata in oro, realizzata nel 1763, vari calici, vasi, ostensori, pissidi, cartaglorie e tronetti espositivi settecenteschi in argento, numerosi piviali, pianete, stole, cotte, camici, tovaglie d'altare e conopei del XVIII e XIX secolo ricamati.
L'ambiente ospita inoltre una tela raffigurante Benedetto XI, risalente alla seconda metà del XVIII secolo, due piccoli oli cinquecenteschi rappresentanti l'Angelo Annunciante e la Madonna Annunciata, uno stendardo processionale ritraente la Madonna col Bambino e san Rocco, dipinto da Antonio Bresciani nel 1775, due piccole tele riproducenti San Domenico e il Miracolo di san Domenico, realizzate dal duca Ferdinando tra il 1765 e il 1785, due dipinti seicenteschi raffiguranti il Beato Nicolao e Sant'Antelmo e tre paliotti in seta, tra i quali uno ornato con un medaglione centrale in stucco rappresentante la Madonna col Bambino e san Domenico, realizzato dal Marchetti con la probabile collaborazione di Giovanni Prati tra il 1760 e il 1770.

### Esplicative
1. ↑  Nella malta che ricopre superiormente la volta della navata centrale è incisa l'iscrizione: "Nell'anno del Signore 1775 il 15 di dicembre io Francesco Antonelli con compagni ho ultimato il volto di questa chiesa con l'assistenza di un grandissimo [...] Pietro Maria Monteverdi che mise la prima pietra nelle fondamenta il 16 di maggio del 1775". Vedi Pellegri 1981, p. 103.
2. ↑  Le statue raffiguranti la Fede e la Carità furono successivamente ricollocate ai lati dell'ancona dell'altare maggiore del duomo di Colorno. Vedi Pellegri 1981, p. 199.

### Bibliografiche
1. 1 2 3 4 5 6 7 8 9 10 11  Cirillo, Godi 1986, p. 221.
2. ↑  Pellegri 1981, pp. 106, 114, 127.
3. 1 2  Storia di Parma 2020, p. 401.
4. 1 2  Enciclopedia di Parma 1999, p. 248.
5. 1 2 3 4  Dall'Aglio 1966, p. 408.
6. 1 2  Mordacci 2009, p. 91.
7. ↑  Pellegri 1981, pp. 48-49.
8. 1 2 3 4 5   Cappella Ducale di San Liborio, su turismo.comune.colorno.pr.it. URL consultato il 1º febbraio 2016 (archiviato dall'url originale il 3 aprile 2016).
9. ↑  Pellegri 1981, p. 91.
10. ↑  Pellegri 1981, pp. 91, 106.
11. ↑  Pellegri 1981, p. 103.
12. 1 2 3 4 5  Storia di Parma 2020, p. 489.
13. ↑  Pellegri 1981, pp. 103, 118.
14. 1 2 3 4  Mordacci 2009, p. 88.
15. ↑  Pellegri 1981, pp. 103-107.
16. 1 2  Pellegri 1981, p. 107.
17. ↑  Pellegri 1981, pp. 91, 109-114.
18. ↑  Pellegri 1981, pp. 109-114.
19. ↑  Pellegri 1981, pp. 103-114.
20. ↑  Pellegri 1981, pp. 114, 135.
21. 1 2 3   Organo Serassi, su reggiadicolorno.it. URL consultato il 7 gennaio 2025 (archiviato dall'url originale l'8 gennaio 2025).
22. ↑  Pellegri 1981, p. 109.
23. ↑  Cirillo, Godi 1986, p. 227.
24. ↑  Pellegri 1981, p. 165.
25. ↑  Pellegri 1981, p. 191.
26. ↑   Colorno, tempo di restauro per San Liborio, 22 luglio 2010. URL consultato il 7 gennaio 2025 (archiviato dall'url originale il 14 gennaio 2025).
27. ↑   Reggia di Colorno: San Liborio apre per celebrare il patrono, 24 luglio 2013. URL consultato il 1º febbraio 2016 (archiviato dall'url originale il 16 ottobre 2013).
28. ↑   Reggia di Colorno, conclusi i lavori di restauro, 21 febbraio 2015. URL consultato il 7 gennaio 2025 (archiviato dall'url originale il 14 gennaio 2025).
29. ↑   Reggia di Colorno: parte il restauro delle statue e di vari locali, 2 novembre 2020. URL consultato l'8 gennaio 2025 (archiviato dall'url originale il 14 gennaio 2025).
30. 1 2 3 4 5 6 7 8 9 10 11 12 13 14 15 16 17 18 19 20 21 22  Pellegri 1981, p. 128.
31. 1 2 3 4   Motivi decorativi architettonici, su catalogo.beniculturali.it. URL consultato l'8 gennaio 2025 (archiviato dall'url originale l'8 gennaio 2025).
32. 1 2   Cornice architettonica - ambito parmense (sec. XVIII), su catalogo.beniculturali.it. URL consultato il 9 gennaio 2025 (archiviato dall'url originale il 24 maggio 2024).
33. ↑   Motivi decorativi vegetali e scene bibliche, su catalogo.beniculturali.it. URL consultato il 9 gennaio 2025 (archiviato dall'url originale il 9 gennaio 2025).
34. ↑   Cappella Ducale di San Liborio, su catalogo.cultura.gov.it. URL consultato l'8 gennaio 2025 (archiviato dall'url originale l'8 gennaio 2025).
35. 1 2 3  Pellegri 1981, p. 140.
36. ↑   Madonna con Bambino, su catalogo.beniculturali.it. URL consultato l'8 gennaio 2025 (archiviato dall'url originale l'8 gennaio 2025).
37. ↑   Portone - a due battenti, serie di Marchetti Ignazio (sec. XVIII), su catalogo.beniculturali.it. URL consultato il 9 gennaio 2025 (archiviato dall'url originale il 15 gennaio 2025).
38. ↑   San Liborio, su catalogo.beniculturali.it. URL consultato l'8 gennaio 2025 (archiviato dall'url originale il 15 agosto 2024).
39. ↑   San Bernardo, su catalogo.beniculturali.it. URL consultato l'8 gennaio 2025 (archiviato dall'url originale l'8 gennaio 2025).
40. ↑   San Vincenzo Ferreri, su catalogo.beniculturali.it. URL consultato l'8 gennaio 2025 (archiviato dall'url originale l'8 gennaio 2025).
41. ↑   San Domenico, su catalogo.beniculturali.it. URL consultato l'8 gennaio 2025 (archiviato dall'url originale l'8 gennaio 2025).
42. ↑   Cherubini con monogramma cristologico in lettere ebraiche, su catalogo.cultura.gov.it. URL consultato l'8 gennaio 2025 (archiviato dall'url originale il 14 gennaio 2025).
43. 1 2 3 4 5 6 7 8 9 10 11 12 13 14 15 16 17 18 19 20 21 22 23 24 25 26 27 28  Pellegri 1981, p. 137.
44. ↑   Cornice architettonica - ambito parmense (ultimo quarto sec. XVIII), su catalogo.beniculturali.it. URL consultato l'8 gennaio 2025 (archiviato dall'url originale il 14 gennaio 2025).
45. 1 2 3   Cristo in pietà sorretto da angeli, su catalogo.beniculturali.it. URL consultato l'8 gennaio 2025 (archiviato dall'url originale il 14 gennaio 2025).
46. ↑   Cornice architettonica - ambito parmense (ultimo quarto sec. XVIII) cornice architettonica 1777 - 1792, su catalogo.beniculturali.it. URL consultato il 9 gennaio 2025 (archiviato dall'url originale il 9 gennaio 2025).
47. ↑   Cappella di San Liborio, interni, su artsandculture.google.com. URL consultato il 9 gennaio 2025 (archiviato dall'url originale il 15 gennaio 2025).
48. 1 2   Altare di Della Meschina Domenico (sec. XVIII), su catalogo.beniculturali.it. URL consultato il 9 gennaio 2025 (archiviato dall'url originale il 15 gennaio 2025).
49. 1 2 3 4 5 6 7 8 9 10 11 12 13 14 15 16 17 18 19 20 21 22 23 24 25 26  Cirillo, Godi 1986, p. 223.
50. ↑   Palco, serie di Marchetti Ignazio (ultimo quarto sec. XVIII), su catalogo.beniculturali.it. URL consultato il 10 gennaio 2025 (archiviato dall'url originale il 10 gennaio 2025).
51. ↑   Confessionale, serie - ambito parmense (fine sec. XVIII), su catalogo.beniculturali.it. URL consultato il 10 gennaio 2025 (archiviato dall'url originale il 15 gennaio 2025).
52. ↑   Monogramma cristologico con gloria di angeli, su catalogo.beniculturali.it. URL consultato il 10 gennaio 2025 (archiviato dall'url originale il 15 gennaio 2025).
53. ↑   Madonna del Rosario con Santi domenicani, su catalogo.beniculturali.it. URL consultato il 10 gennaio 2025 (archiviato dall'url originale il 10 gennaio 2025).
54. ↑   Cristo e l'adultera, su catalogo.beniculturali.it. URL consultato il 10 gennaio 2025 (archiviato dall'url originale il 10 gennaio 2025).
55. ↑   Morte di Sant'Alessio, su catalogo.beniculturali.it. URL consultato il 10 gennaio 2025 (archiviato dall'url originale il 16 aprile 2024).
56. ↑   San Isidoro Agricola e Santo vescovo che adorano l'Eucarestia, su catalogo.beniculturali.it. URL consultato il 10 gennaio 2025 (archiviato dall'url originale il 10 gennaio 2025).
57. ↑   Comunione di Santa Lucia, su catalogo.beniculturali.it. URL consultato il 10 gennaio 2025 (archiviato dall'url originale il 15 gennaio 2025).
58. ↑   Santo certosino in gloria, su catalogo.beniculturali.it. URL consultato il 10 gennaio 2025 (archiviato dall'url originale il 15 gennaio 2025).
59. ↑   Pavimento - ambito parmense (sec. XVIII), su catalogo.beniculturali.it. URL consultato il 10 gennaio 2025 (archiviato dall'url originale il 15 gennaio 2025).
60. ↑   Candeliere da parete di chiesa, serie di Marchetti Ignazio (sec. XVIII), su catalogo.beniculturali.it. URL consultato il 10 gennaio 2025 (archiviato dall'url originale il 15 gennaio 2025).
61. ↑   Motivi decorativi architettonici, su catalogo.beniculturali.it. URL consultato il 10 gennaio 2025 (archiviato dall'url originale il 10 gennaio 2025).
62. ↑   Lapide tombale - ambito parmense (sec. XVIII), su catalogo.cultura.gov.it. URL consultato il 17 gennaio 2025 (archiviato dall'url originale il 17 gennaio 2025).
63. ↑   Lapide tombale - ambito parmense (sec. XVIII), su catalogo.cultura.gov.it. URL consultato il 17 gennaio 2025 (archiviato dall'url originale il 17 gennaio 2025).
64. ↑   Lapide tombale - ambito parmense (sec. XVIII), su catalogo.cultura.gov.it. URL consultato il 17 gennaio 2025 (archiviato dall'url originale il 17 gennaio 2025).
65. ↑   Lapide tombale - ambito parmense (sec. XVIII), su catalogo.cultura.gov.it. URL consultato il 17 gennaio 2025 (archiviato dall'url originale il 17 gennaio 2025).
66. ↑   Pulpito di Marchetti Ignazio, Sbravati Giuseppe, Poncet Michel (sec. XVIII), su catalogo.beniculturali.it. URL consultato il 10 gennaio 2025 (archiviato dall'url originale il 10 gennaio 2025).
67. 1 2 3 4 5 6  Storia di Parma 2020, p. 493.
68. ↑  Pellegri 1981, pp. 131-133.
69. ↑  Cirillo, Godi 1986, pp. 223-224.
70. ↑   Incoronazione di Maria Vergine tra Santi e Profeti, su catalogo.beniculturali.it. URL consultato l'11 gennaio 2025 (archiviato dall'url originale il 10 gennaio 2025).
71. ↑   Altare di Della Meschina Domenico (sec. XVIII), su catalogo.beniculturali.it. URL consultato l'11 gennaio 2025 (archiviato dall'url originale l'11 gennaio 2025).
72. ↑   San Pio V con San Bernardo e altri Santi domenicani, su catalogo.beniculturali.it. URL consultato l'11 gennaio 2025 (archiviato dall'url originale il 15 gennaio 2025).
73. ↑   Cornice, serie di Marchetti Ignazio (bottega) (sec. XVIII), su catalogo.beniculturali.it. URL consultato l'11 gennaio 2025 (archiviato dall'url originale l'11 gennaio 2025).
74. ↑   Sant'Ignazio confessore, su catalogo.beniculturali.it. URL consultato l'11 gennaio 2025 (archiviato dall'url originale l'11 gennaio 2025).
75. ↑   San Didaco confessore, su catalogo.beniculturali.it. URL consultato l'11 gennaio 2025 (archiviato dall'url originale l'11 gennaio 2025).
76. ↑   San Silvestro Papa, su catalogo.beniculturali.it. URL consultato l'11 gennaio 2025 (archiviato dall'url originale l'11 gennaio 2025).
77. ↑   Sant'Antonio da Padova, su catalogo.beniculturali.it. URL consultato l'11 gennaio 2025 (archiviato dall'url originale l'11 gennaio 2025).
78. ↑   Altare, elemento d'insieme di Della Meschina Domenico (sec. XVIII), su catalogo.beniculturali.it. URL consultato il 12 gennaio 2025 (archiviato dall'url originale il 13 gennaio 2025).
79. ↑   Angeli reggicornice, su catalogo.beniculturali.it. URL consultato il 12 gennaio 2025 (archiviato dall'url originale il 3 maggio 2024).
80. ↑   Reliquiario a teca - a urna, elemento d'insieme - ambito parmense (fine sec. XVIII), su catalogo.beniculturali.it. URL consultato il 12 gennaio 2025 (archiviato dall'url originale il 13 gennaio 2025).
81. ↑   Reliquiario a teca - a urna, elemento d'insieme di Marchetti Ignazio (fine sec. XVIII), su catalogo.beniculturali.it. URL consultato il 12 gennaio 2025 (archiviato dall'url originale il 15 aprile 2024).
82. ↑   San Paolo eremita, su catalogo.beniculturali.it. URL consultato il 12 gennaio 2025 (archiviato dall'url originale il 13 gennaio 2025).
83. ↑   San Giovanni Nepomuceno, su catalogo.beniculturali.it. URL consultato il 12 gennaio 2025 (archiviato dall'url originale il 13 gennaio 2025).
84. ↑   Santa Maria Maddalena de' Pazzi, su catalogo.beniculturali.it. URL consultato il 12 gennaio 2025 (archiviato dall'url originale il 12 gennaio 2025).
85. ↑   San Gennaro Vescovo e martire, su catalogo.beniculturali.it. URL consultato il 12 gennaio 2025 (archiviato dall'url originale il 13 gennaio 2025).
86. 1 2 3 4 5 6 7 8 9 10 11 12 13 14 15 16 17 18  Pellegri 1981, p. 136.
87. 1 2   Altare di Della Meschina Domenico (sec. XVIII), su catalogo.beniculturali.it. URL consultato il 12 gennaio 2025 (archiviato dall'url originale il 16 aprile 2024).
88. 1 2   Gesù Bambino, su catalogo.beniculturali.it. URL consultato il 12 gennaio 2025 (archiviato dall'url originale il 13 gennaio 2025).
89. 1 2 3 4 5 6 7  Dall'Aglio 1966, p. 409.
90. ↑  Storia di Parma 2020, p. 490.
91. ↑   Sacra Famiglia con sant'Anna,San Gioacchino,SanFrancesco e Sant'Agostino, su catalogo.beniculturali.it. URL consultato il 12 gennaio 2025 (archiviato dall'url originale il 22 aprile 2024).
92. ↑   San Francesco Solano, su catalogo.beniculturali.it. URL consultato il 12 gennaio 2025 (archiviato dall'url originale il 13 gennaio 2025).
93. ↑   Santa Margherita da Cortona, su catalogo.beniculturali.it. URL consultato il 12 gennaio 2025 (archiviato dall'url originale il 13 gennaio 2025).
94. ↑   San Francesco di Paola, su catalogo.beniculturali.it. URL consultato il 12 gennaio 2025 (archiviato dall'url originale il 14 gennaio 2025).
95. ↑   San Bertoldo da Parma, su catalogo.beniculturali.it. URL consultato il 12 gennaio 2025 (archiviato dall'url originale il 14 gennaio 2025).
96. ↑   Altare di Della Meschina Domenico (ultimo quarto sec. XVIII), su catalogo.beniculturali.it. URL consultato il 13 gennaio 2025 (archiviato dall'url originale il 14 gennaio 2025).
97. ↑   Tabernacolo - a tempietto, elemento d'insieme - ambito parmense (sec. XVIII), su catalogo.beniculturali.it. URL consultato il 13 gennaio 2025 (archiviato dall'url originale il 13 gennaio 2025).
98. ↑   Angeli e motivi decorativi fitomorfi, su catalogo.beniculturali.it. URL consultato il 13 gennaio 2025 (archiviato dall'url originale il 13 gennaio 2025).
99. 1 2 3  Storia di Parma 2020, p. 491.
100. ↑   Apparizione di San Domenico a Soriano, su catalogo.beniculturali.it. URL consultato il 12 gennaio 2025 (archiviato dall'url originale il 16 aprile 2024).
101. ↑   Sant'Andrea apostolo, su catalogo.beniculturali.it. URL consultato il 13 gennaio 2025 (archiviato dall'url originale il 17 aprile 2024).
102. ↑   San Giovanni apostolo ed evangelista, su catalogo.beniculturali.it. URL consultato il 13 gennaio 2025 (archiviato dall'url originale il 16 aprile 2024).
103. ↑   San Giacomo Minore e San Filippo apostoli, su catalogo.beniculturali.it. URL consultato il 13 gennaio 2025 (archiviato dall'url originale il 14 gennaio 2025).
104. ↑   San Matteo apostolo ed evangelista, su catalogo.beniculturali.it. URL consultato il 13 gennaio 2025 (archiviato dall'url originale il 30 aprile 2024).
105. ↑   San Mattia apostolo, su catalogo.beniculturali.it. URL consultato il 13 gennaio 2025 (archiviato dall'url originale il 14 gennaio 2025).
106. ↑   San Giacomo Maggiore apostolo, su catalogo.beniculturali.it. URL consultato il 13 gennaio 2025 (archiviato dall'url originale il 14 gennaio 2025).
107. ↑   San Pietro e San Paolo apostoli, su catalogo.beniculturali.it. URL consultato il 13 gennaio 2025 (archiviato dall'url originale il 14 gennaio 2025).
108. ↑   San Bartolomeo apostolo, su catalogo.beniculturali.it. URL consultato il 13 gennaio 2025 (archiviato dall'url originale il 14 gennaio 2025).
109. ↑   San Tommaso apostolo, su catalogo.beniculturali.it. URL consultato il 13 gennaio 2025 (archiviato dall'url originale il 19 aprile 2024).
110. ↑   San Simone e San Giuda Taddeo apostoli, su catalogo.beniculturali.it. URL consultato il 13 gennaio 2025 (archiviato dall'url originale il 16 aprile 2024).
111. ↑   San Luigi di Francia dona la corona di spine al Beato Bartolomeo di Breganze, su catalogo.beniculturali.it. URL consultato il 12 gennaio 2025 (archiviato dall'url originale il 14 gennaio 2025).
112. ↑   Beato Benedetto XI, su catalogo.beniculturali.it. URL consultato il 12 gennaio 2025 (archiviato dall'url originale il 14 gennaio 2025).
113. ↑   San Alberto da Bergamo orante, su catalogo.beniculturali.it. URL consultato il 12 gennaio 2025 (archiviato dall'url originale il 14 gennaio 2025).
114. ↑   Beato Giovanni Buralli da Parma, su catalogo.beniculturali.it. URL consultato il 12 gennaio 2025 (archiviato dall'url originale il 1º maggio 2024).
115. ↑   San Pio V, su catalogo.beniculturali.it. URL consultato il 12 gennaio 2025 (archiviato dall'url originale il 18 aprile 2024).
116. ↑   Beata Orsolina Venieri davanti all'antipapa Clemente VII, su catalogo.beniculturali.it. URL consultato il 12 gennaio 2025 (archiviato dall'url originale il 6 dicembre 2023).
117. ↑   Pavimento - ambito parmense (sec. XVIII), su catalogo.beniculturali.it. URL consultato il 13 gennaio 2025 (archiviato dall'url originale il 14 gennaio 2025).
118. ↑   Candeliere d'altare, serie - ambito parmense (fine sec. XVIII), su catalogo.beniculturali.it. URL consultato il 14 gennaio 2025 (archiviato dall'url originale il 14 gennaio 2025).
119. ↑   Candeliere d'altare, serie - ambito parmense (fine sec. XVIII), su catalogo.beniculturali.it. URL consultato il 14 gennaio 2025 (archiviato dall'url originale il 14 gennaio 2025).
120. ↑   Miracolo di San Vincenzo Ferreri, su catalogo.beniculturali.it. URL consultato il 13 gennaio 2025 (archiviato dall'url originale il 19 maggio 2023).
121. ↑   San Giovanni Battista, su catalogo.beniculturali.it. URL consultato il 14 gennaio 2025 (archiviato dall'url originale il 14 gennaio 2025).
122. ↑   San Mauro Abate, su catalogo.beniculturali.it. URL consultato il 14 gennaio 2025 (archiviato dall'url originale il 15 aprile 2024).
123. ↑   Santa Margherita, su catalogo.beniculturali.it. URL consultato il 14 gennaio 2025 (archiviato dall'url originale il 14 gennaio 2025).
124. ↑   Angelo custode, su catalogo.beniculturali.it. URL consultato il 14 gennaio 2025 (archiviato dall'url originale il 14 gennaio 2025).
125. ↑   Madonna con Bambino e San Rocco, su catalogo.beniculturali.it. URL consultato il 13 gennaio 2025 (archiviato dall'url originale il 14 gennaio 2025).
126. ↑   Altare - ambito parmense (sec. XVIII), su catalogo.beniculturali.it. URL consultato il 14 gennaio 2025 (archiviato dall'url originale il 14 gennaio 2025).
127. ↑   Crocifisso, opera isolata - ambito parmense (prima metà sec. XVII), su catalogo.beniculturali.it. URL consultato il 14 gennaio 2025 (archiviato dall'url originale il 14 gennaio 2025).
128. ↑   Orazione di Cristo nell'orto di Gethsemani, su catalogo.beniculturali.it. URL consultato il 14 gennaio 2025 (archiviato dall'url originale il 14 gennaio 2025).
129. ↑   Flagellazione di Cristo, su catalogo.beniculturali.it. URL consultato il 14 gennaio 2025 (archiviato dall'url originale il 14 gennaio 2025).
130. ↑   Sant'Omobono distribuisce l'elemosina, su catalogo.beniculturali.it. URL consultato il 14 gennaio 2025 (archiviato dall'url originale il 14 gennaio 2025).
131. ↑   Altare - ambito parmense (sec. XVIII), su catalogo.beniculturali.it. URL consultato il 15 gennaio 2025 (archiviato dall'url originale il 15 gennaio 2025).
132. 1 2 3 4 5 6 7 8 9  Cirillo, Godi 1986, p. 226.
133. ↑   San Bernardo benedice Parma attorniata dai Santi protettori, su catalogo.beniculturali.it. URL consultato il 15 gennaio 2025 (archiviato dall'url originale il 15 gennaio 2025).
134. 1 2 3 4 5 6 7 8 9 10 11  Pellegri 1981, p. 130.
135. ↑   Sant'Agata, su catalogo.beniculturali.it. URL consultato il 15 gennaio 2025 (archiviato dall'url originale il 15 gennaio 2025).
136. ↑   Santa Lucia,Santa Apollonia e San Biagio, su catalogo.beniculturali.it. URL consultato il 15 gennaio 2025 (archiviato dall'url originale il 15 gennaio 2025).
137. ↑   San Luigi Gonzaga, su catalogo.beniculturali.it. URL consultato il 15 gennaio 2025 (archiviato dall'url originale il 15 gennaio 2025).
138. ↑   Santa Rosa, San Giacinto e Santa Caterina da Siena, su catalogo.beniculturali.it. URL consultato il 15 gennaio 2025 (archiviato dall'url originale il 15 gennaio 2025).
139. ↑   San Francesco Saverio, su catalogo.beniculturali.it. URL consultato il 15 gennaio 2025 (archiviato dall'url originale il 15 gennaio 2025).
140. ↑   Sant'Eurosia, su catalogo.beniculturali.it. URL consultato il 15 gennaio 2025 (archiviato dall'url originale il 15 gennaio 2025).
141. ↑   Sant'Amanzio, su catalogo.beniculturali.it. URL consultato il 15 gennaio 2025 (archiviato dall'url originale il 15 gennaio 2025).
142. ↑   Sant'Irene, su catalogo.beniculturali.it. URL consultato il 15 gennaio 2025 (archiviato dall'url originale il 15 gennaio 2025).
143. 1 2 3 4   Decorazione plastica, complesso decorativo di Ferrari Donnino, Della Meschina Domenico (sec. XVIII), su catalogo.beniculturali.it. URL consultato il 15 gennaio 2025 (archiviato dall'url originale il 15 gennaio 2025).
144. ↑   Balaustrata di Della Meschina Domenico (sec. XVIII), su catalogo.beniculturali.it. URL consultato il 15 gennaio 2025 (archiviato dall'url originale il 15 gennaio 2025).
145. ↑   Amos, su catalogo.beniculturali.it. URL consultato il 16 gennaio 2025 (archiviato dall'url originale il 15 gennaio 2025).
146. ↑   David, su catalogo.beniculturali.it. URL consultato il 16 gennaio 2025 (archiviato dall'url originale il 15 gennaio 2025).
147. ↑   Ezechiele, su catalogo.beniculturali.it. URL consultato il 16 gennaio 2025 (archiviato dall'url originale il 15 gennaio 2025).
148. ↑   Isaia, su catalogo.beniculturali.it. URL consultato il 16 gennaio 2025 (archiviato dall'url originale il 15 gennaio 2025).
149. ↑   Malachia, su catalogo.beniculturali.it. URL consultato il 16 gennaio 2025 (archiviato dall'url originale il 15 gennaio 2025).
150. ↑   Zaccaria, su catalogo.beniculturali.it. URL consultato il 16 gennaio 2025 (archiviato dall'url originale il 15 gennaio 2025).
151. ↑   Altare, elemento d'insieme di Ferrari Donnino, Della Meschina Domenico (sec. XVIII), su catalogo.beniculturali.it. URL consultato il 15 gennaio 2025 (archiviato dall'url originale il 15 gennaio 2025).
152. 1 2   Ciborio, elemento d'insieme di Ferrari Donnino, Della Meschina Domenico (sec. XVIII), su catalogo.beniculturali.it. URL consultato il 15 gennaio 2025 (archiviato dall'url originale il 15 gennaio 2025).
153. ↑   Cristo portacroce, su catalogo.beniculturali.it. URL consultato il 16 gennaio 2025 (archiviato dall'url originale il 15 gennaio 2025).
154. ↑   Mosè, su catalogo.beniculturali.it. URL consultato il 16 gennaio 2025 (archiviato dall'url originale il 15 gennaio 2025).
155. ↑   Elia, su catalogo.beniculturali.it. URL consultato il 16 gennaio 2025 (archiviato dall'url originale il 15 gennaio 2025).
156. ↑   Vaso, serie di Ferrari Donnino, Della Meschina Domenico (sec. XVIII), su catalogo.beniculturali.it. URL consultato il 16 gennaio 2025 (archiviato dall'url originale il 15 gennaio 2025).
157. ↑   Baldacchino d'altare di Marchetti Ignazio (sec. XVIII), su catalogo.beniculturali.it. URL consultato il 15 gennaio 2025 (archiviato dall'url originale il 15 gennaio 2025).
158. ↑   Gloria di angeli con strumenti musicali, su catalogo.beniculturali.it. URL consultato il 15 gennaio 2025 (archiviato dall'url originale il 15 gennaio 2025).
159. 1 2 3 4 5 6 7 8 9 10 11 12 13 14 15 16 17 18 19 20 21 22 23 24 25  Cirillo, Godi 1986, p. 225.
160. 1 2  Pellegri 1981, p. 131.
161. ↑   Mosè, su catalogo.beniculturali.it. URL consultato il 16 gennaio 2025 (archiviato dall'url originale il 16 gennaio 2025).
162. ↑   Profeta, su catalogo.beniculturali.it. URL consultato il 16 gennaio 2025 (archiviato dall'url originale il 16 gennaio 2025).
163. 1 2   Ancona, elemento d'insieme di Della Meschina Domenico (sec. XVIII), su catalogo.beniculturali.it. URL consultato il 16 gennaio 2025 (archiviato dall'url originale il 9 gennaio 2025).
164. ↑   San Michele arcangelo combatte contro Satana, su catalogo.beniculturali.it. URL consultato il 16 gennaio 2025 (archiviato dall'url originale il 16 gennaio 2025).
165. ↑   Madonna con Bambino, su catalogo.beniculturali.it. URL consultato il 16 gennaio 2025 (archiviato dall'url originale il 14 gennaio 2025).
166. ↑   Monogramma mariano, su catalogo.beniculturali.it. URL consultato il 16 gennaio 2025 (archiviato dall'url originale il 16 gennaio 2025).
167. ↑   Cornice, serie - ambito parmense (sec. XVIII), su catalogo.beniculturali.it. URL consultato il 17 gennaio 2025 (archiviato dall'url originale il 16 gennaio 2025).
168. ↑   Madonna del Rosario con San Domenico, su catalogo.beniculturali.it. URL consultato il 17 gennaio 2025 (archiviato dall'url originale il 16 gennaio 2025).
169. 1 2 3 4 5 6 7  Pellegri 1981, p. 138.
170. ↑   Mistero primo: Annunciazione, su catalogo.beniculturali.it. URL consultato il 17 gennaio 2025 (archiviato dall'url originale il 16 gennaio 2025).
171. ↑   Mistero secondo: Visitazione, su catalogo.beniculturali.it. URL consultato il 17 gennaio 2025 (archiviato dall'url originale il 16 gennaio 2025).
172. ↑   Mistero terzo: Natività di Gesù, su catalogo.beniculturali.it. URL consultato il 17 gennaio 2025 (archiviato dall'url originale il 16 gennaio 2025).
173. ↑   Mistero quarto: Circoncisione di Gesù, su catalogo.beniculturali.it. URL consultato il 17 gennaio 2025 (archiviato dall'url originale il 16 gennaio 2025).
174. ↑   Mistero quinto: Disputa di Gesù con i dottori del Tempio, su catalogo.beniculturali.it. URL consultato il 17 gennaio 2025 (archiviato dall'url originale il 16 gennaio 2025).
175. ↑   Mistero sesto: Orazione di Cristo nell'orto di Gethsemani, su catalogo.beniculturali.it. URL consultato il 17 gennaio 2025 (archiviato dall'url originale il 16 gennaio 2025).
176. ↑   Mistero settimo: Flagellazione di Cristo, su catalogo.beniculturali.it. URL consultato il 17 gennaio 2025 (archiviato dall'url originale il 16 gennaio 2025).
177. ↑   Mistero ottavo: Incoronazione di spine, su catalogo.beniculturali.it. URL consultato il 17 gennaio 2025 (archiviato dall'url originale il 16 gennaio 2025).
178. ↑   Mistero nono: Salita di Cristo al Monte Calvario, su catalogo.beniculturali.it. URL consultato il 17 gennaio 2025 (archiviato dall'url originale il 16 gennaio 2025).
179. ↑   Mistero decimo: Crocifissione di Cristo, su catalogo.beniculturali.it. URL consultato il 17 gennaio 2025 (archiviato dall'url originale il 16 gennaio 2025).
180. ↑   Mistero undicesimo: Resurrezione di Cristo, su catalogo.beniculturali.it. URL consultato il 17 gennaio 2025 (archiviato dall'url originale il 16 gennaio 2025).
181. ↑   Mistero dodicesimo: Ascensione di Cristo, su catalogo.beniculturali.it. URL consultato il 17 gennaio 2025 (archiviato dall'url originale il 16 gennaio 2025).
182. ↑   Mistero tredicesimo: Pentecoste, su catalogo.beniculturali.it. URL consultato il 17 gennaio 2025 (archiviato dall'url originale il 17 gennaio 2025).
183. ↑   Mistero quindicesimo: Incoronazione di Maria Vergine, su catalogo.beniculturali.it. URL consultato il 17 gennaio 2025 (archiviato dall'url originale il 16 gennaio 2025).
184. ↑   Mistero sedicesimo: Madonna assunta, su catalogo.beniculturali.it. URL consultato il 17 gennaio 2025 (archiviato dall'url originale il 16 gennaio 2025).
185. ↑   Madonna dei Sette Dolori, su catalogo.beniculturali.it. URL consultato il 17 gennaio 2025 (archiviato dall'url originale il 16 gennaio 2025).
186. ↑   San Domenico, su catalogo.beniculturali.it. URL consultato il 17 gennaio 2025 (archiviato dall'url originale il 16 gennaio 2025).
187. ↑   Beato Pietro Geremia da Palermo supplicato dalla città a scongiurare un incendio, su catalogo.beniculturali.it. URL consultato il 17 gennaio 2025 (archiviato dall'url originale il 17 gennaio 2025).
188. ↑   Santa Filomena, su catalogo.beniculturali.it. URL consultato il 17 gennaio 2025 (archiviato dall'url originale il 16 gennaio 2025).
189. ↑   Santa Caterina da Siena, su catalogo.beniculturali.it. URL consultato il 17 gennaio 2025 (archiviato dall'url originale il 16 gennaio 2025).
190. ↑   Beato Giovanni da Salerno battezzante, su catalogo.beniculturali.it. URL consultato il 17 gennaio 2025 (archiviato dall'url originale il 17 gennaio 2025).
191. ↑   Base processionale - ambito parmense (fine sec. XVIII), su catalogo.beniculturali.it. URL consultato il 17 gennaio 2025 (archiviato dall'url originale il 16 gennaio 2025).
192. ↑   Madonna Assunta con angeli, su catalogo.beniculturali.it. URL consultato il 17 gennaio 2025 (archiviato dall'url originale il 16 gennaio 2025).
193. 1 2 3 4 5 6 7 8  Pellegri 1981, p. 134.
194. ↑   Altare - ambito parmense (ultimo quarto sec. XVIII), su catalogo.beniculturali.it. URL consultato il 17 gennaio 2025 (archiviato dall'url originale il 17 gennaio 2025).
195. ↑   La Fede e i Santi domenicani Tommaso d'Aquino,Pietro martire,Teresa,Luigire di Francia e Ferdinando di Castiglia, su catalogo.beniculturali.it. URL consultato il 17 gennaio 2025 (archiviato dall'url originale il 17 gennaio 2025).
196. ↑   San Michele Arcangelo, su catalogo.beniculturali.it. URL consultato il 17 gennaio 2025 (archiviato dall'url originale il 17 gennaio 2025).
197. ↑   Santa Cecilia, su catalogo.beniculturali.it. URL consultato il 17 gennaio 2025 (archiviato dall'url originale il 17 gennaio 2025).
198. ↑   San Lorenzo Levita, su catalogo.beniculturali.it. URL consultato il 17 gennaio 2025 (archiviato dall'url originale il 17 gennaio 2025).
199. ↑   San Fabiano e San Sebastiano, su catalogo.beniculturali.it. URL consultato il 17 gennaio 2025 (archiviato dall'url originale il 17 gennaio 2025).
200. 1 2   Cancellata di Ferrari Donnino, Silvestre Benedetto (sec. XVIII), su catalogo.beniculturali.it. URL consultato il 17 gennaio 2025 (archiviato dall'url originale il 17 gennaio 2025).
201. ↑   Altare, elemento d'insieme di Ferrari Donnino - ambito parmense (sec. XVIII), su catalogo.beniculturali.it. URL consultato il 17 gennaio 2025 (archiviato dall'url originale il 17 gennaio 2025).
202. ↑   Urna, elemento d'insieme - ambito parmense (sec. XVIII), su catalogo.beniculturali.it. URL consultato il 17 gennaio 2025 (archiviato dall'url originale il 17 gennaio 2025).
203. 1 2 3 4  Pellegri 1981, p. 135.
204. ↑   La Beata Stefana riceve le stimmate, su catalogo.beniculturali.it. URL consultato il 17 gennaio 2025 (archiviato dall'url originale il 17 gennaio 2025).
205. ↑   Morte della Beata Stefana, su catalogo.beniculturali.it. URL consultato il 17 gennaio 2025 (archiviato dall'url originale il 17 gennaio 2025).
206. ↑   Trinità e quadrature con motivi decorativi vegetali, su catalogo.beniculturali.it. URL consultato il 17 gennaio 2025 (archiviato dall'url originale il 17 gennaio 2025).
207. ↑   Armadio monumentale di Ferrari Donnino, Verstrackt Ignazio (sec. XVIII), su catalogo.beniculturali.it. URL consultato il 17 gennaio 2025 (archiviato dall'url originale il 17 gennaio 2025).
208. ↑   Beata Stefana ed angeli, su catalogo.beniculturali.it. URL consultato il 17 gennaio 2025 (archiviato dall'url originale il 16 aprile 2024).
209. ↑  Pellegri 1981, pp. 134-136.
210. ↑   Espositorio processionale - ambito parmense (terzo quarto sec. XVIII), su catalogo.beniculturali.it. URL consultato il 17 gennaio 2025 (archiviato dall'url originale il 17 gennaio 2025).
211. ↑   Urna - ambito parmense (sec. XVIII), su catalogo.beniculturali.it. URL consultato il 17 gennaio 2025 (archiviato dall'url originale il 17 gennaio 2025).
212. ↑   Reliquiario - a tabella di Marchetti Ignazio (ultimo quarto sec. XVIII), su catalogo.beniculturali.it. URL consultato il 17 gennaio 2025 (archiviato dall'url originale il 17 gennaio 2025).
213. ↑   Gloria di angeli, su catalogo.beniculturali.it. URL consultato il 17 gennaio 2025 (archiviato dall'url originale il 17 gennaio 2025).
214. ↑   San Marino, su catalogo.beniculturali.it. URL consultato il 17 gennaio 2025 (archiviato dall'url originale il 17 gennaio 2025).
215. 1 2 3 4 5 6 7 8 9 10 11  Cirillo, Godi 1986, p. 224.
216. ↑   Altare maggiore di Ferrari Donnino, Della Meschina Domenico (sec. XVIII), su catalogo.cultura.gov.it. URL consultato il 18 gennaio 2025 (archiviato dall'url originale il 17 gennaio 2025).
217. ↑   Resurrezione di Cristo, su catalogo.cultura.gov.it. URL consultato il 18 gennaio 2025 (archiviato dall'url originale il 18 gennaio 2025).
218. ↑   Allegoria della Fede, su catalogo.cultura.gov.it. URL consultato il 18 gennaio 2025 (archiviato dall'url originale il 18 gennaio 2025).
219. ↑   Allegoria della Speranza, su catalogo.cultura.gov.it. URL consultato il 18 gennaio 2025 (archiviato dall'url originale il 18 gennaio 2025).
220. ↑   Angeli con agnello, su catalogo.cultura.gov.it. URL consultato il 18 gennaio 2025 (archiviato dall'url originale il 18 gennaio 2025).
221. ↑   Portale, serie di Ferrari Donnino, Della Meschina Domenico (sec. XVIII), su catalogo.cultura.gov.it. URL consultato il 18 gennaio 2025 (archiviato dall'url originale il 17 gennaio 2025).
222. ↑   Santa, su catalogo.cultura.gov.it. URL consultato il 18 gennaio 2025 (archiviato dall'url originale il 21 gennaio 2025).
223. ↑   Console, serie di Poncet Michel (ultimo quarto sec. XVIII), su catalogo.cultura.gov.it. URL consultato il 18 gennaio 2025 (archiviato dall'url originale il 18 gennaio 2025).
224. ↑   San Pietro, su catalogo.cultura.gov.it. URL consultato il 18 gennaio 2025 (archiviato dall'url originale il 17 gennaio 2025).
225. ↑   San Paolo, su catalogo.cultura.gov.it. URL consultato il 18 gennaio 2025 (archiviato dall'url originale il 17 gennaio 2025).
226. ↑   Baldacchino d'altare di Marchetti Ignazio (ultimo quarto sec. XVIII), su catalogo.cultura.gov.it. URL consultato il 18 gennaio 2025 (archiviato dall'url originale il 17 gennaio 2025).
227. ↑   Pavimento - ambito parmense (sec. XVIII), su catalogo.cultura.gov.it. URL consultato il 18 gennaio 2025 (archiviato dall'url originale il 17 gennaio 2025).
228. ↑  Cirillo, Godi 1986, pp. 224-225.
229. ↑   Stalli del coro, complesso decorativo di Poncet Michel, Marchetti Ignazio, Prati Giovanni, Sbravati Giuseppe (sec. XVIII), su catalogo.cultura.gov.it. URL consultato il 18 gennaio 2025 (archiviato dall'url originale il 17 gennaio 2025).
230. ↑   Badalone, elemento d'insieme di Poncet Michel, Marchetti Ignazio, Prati Giovanni (sec. XVIII), su catalogo.cultura.gov.it. URL consultato il 18 gennaio 2025 (archiviato dall'url originale il 18 gennaio 2025).
231. ↑   David che suona l'arpa, su web.archive.org. URL consultato il 18 gennaio 2025 (archiviato dall'url originale il 18 gennaio 2025).
232. ↑   Ancona di Ferrari Donnino, Marchetti Ignazio (sec. XVIII), su catalogo.cultura.gov.it. URL consultato il 18 gennaio 2025 (archiviato dall'url originale il 17 gennaio 2025).
233. ↑   Angeli e cherubini con mitra vescovile, su catalogo.cultura.gov.it. URL consultato il 18 gennaio 2025 (archiviato dall'url originale il 17 gennaio 2025).
234. ↑   Predica di San Liborio, su catalogo.cultura.gov.it. URL consultato il 18 gennaio 2025 (archiviato dall'url originale il 17 gennaio 2025).
235. ↑   Cantoria, serie di Ferrari Donnino, Verstrackt Ignazio (sec. XVIII), su catalogo.cultura.gov.it. URL consultato il 18 gennaio 2025 (archiviato dall'url originale il 17 gennaio 2025).
236. ↑   Organo di Serassi Andrea, Serassi Giuseppe (sec. XVIII), su catalogo.cultura.gov.it. URL consultato il 18 gennaio 2025 (archiviato dall'url originale il 17 gennaio 2025).
237. 1 2  Pellegri 1981, p. 114.
238. 1 2   Colorno, Gli organi e gli organisti, su lacasadellamusica.it. URL consultato il 19 gennaio 2025 (archiviato dall'url originale il 18 gennaio 2025).
239. ↑   Festival Serassi, su serassi.it. URL consultato il 19 gennaio 2025 (archiviato dall'url originale il 19 gennaio 2025).
240. ↑   Cornice - ambito toscano (fine/inizio secc. XVII/ XVIII), su catalogo.cultura.gov.it. URL consultato il 19 gennaio 2025 (archiviato dall'url originale il 19 gennaio 2025).
241. ↑   Altare di Della Meschina Domenico (sec. XVIII), su catalogo.cultura.gov.it. URL consultato il 19 gennaio 2025 (archiviato dall'url originale il 19 gennaio 2025).
242. ↑   Madonna Addolorata, su catalogo.cultura.gov.it. URL consultato il 19 gennaio 2025 (archiviato dall'url originale il 19 gennaio 2025).
243. ↑   San Domenico, su catalogo.cultura.gov.it. URL consultato il 19 gennaio 2025 (archiviato dall'url originale il 19 gennaio 2025).
244. ↑   Santa Caterina da Siena, su catalogo.cultura.gov.it. URL consultato il 19 gennaio 2025 (archiviato dall'url originale il 19 gennaio 2025).
245. ↑   Armadio da sacrestia, serie di Ferrari Donnino, Marchetti Ignazio, Poncet Michel (sec. XVIII), su catalogo.cultura.gov.it. URL consultato il 19 gennaio 2025 (archiviato dall'url originale il 19 gennaio 2025).
246. ↑   Croce da tavolo di Poncet Michel (bottega) (terzo quarto sec. XVIII), su catalogo.cultura.gov.it. URL consultato il 19 gennaio 2025 (archiviato dall'url originale il 19 gennaio 2025).
247. ↑   Tabella di confraternita di Marchetti Ignazio (sec. XVIII), su catalogo.cultura.gov.it. URL consultato il 19 gennaio 2025 (archiviato dall'url originale il 19 gennaio 2025).
248. ↑   San Liborio vescovo, su catalogo.cultura.gov.it. URL consultato il 19 gennaio 2025 (archiviato dall'url originale il 19 gennaio 2025).
249. ↑   Coperta di libro liturgico - ambito parmense (sec. XVIII), su catalogo.cultura.gov.it. URL consultato il 19 gennaio 2025 (archiviato dall'url originale il 19 gennaio 2025).
250. ↑   Benedetto XI, su catalogo.cultura.gov.it. URL consultato il 19 gennaio 2025 (archiviato dall'url originale il 19 gennaio 2025).
251. ↑   Angelo annunciante, su catalogo.cultura.gov.it. URL consultato il 19 gennaio 2025 (archiviato dall'url originale il 19 gennaio 2025).
252. ↑   Madonna Annunciata, su catalogo.cultura.gov.it. URL consultato il 19 gennaio 2025 (archiviato dall'url originale il 19 gennaio 2025).
253. ↑   Madonna con Bambino e San Rocco, su catalogo.cultura.gov.it. URL consultato il 19 gennaio 2025 (archiviato dall'url originale il 19 gennaio 2025).
254. ↑   San Domenico, su catalogo.cultura.gov.it. URL consultato il 19 gennaio 2025 (archiviato dall'url originale il 19 gennaio 2025).
255. ↑   Miracolo di San Domenico, su catalogo.cultura.gov.it. URL consultato il 19 gennaio 2025 (archiviato dall'url originale il 19 gennaio 2025).
256. ↑   Il Beato Nicolao, su catalogo.cultura.gov.it. URL consultato il 19 gennaio 2025 (archiviato dall'url originale il 19 gennaio 2025).
257. ↑   Sant'Antelmo, su catalogo.cultura.gov.it. URL consultato il 19 gennaio 2025 (archiviato dall'url originale il 19 gennaio 2025).
258. ↑   Motivi decorativi a girali vegetali e ovato con Madonna con il Bambino e San Domenico, su catalogo.cultura.gov.it. URL consultato il 19 gennaio 2025 (archiviato dall'url originale il 19 gennaio 2025).